# شاما
شاما قرية و بلدية في قضاء صور في محافظة الجنوب في لبنان، تبعد حوالي 25 كيلومترا جنوب شرق مدينة صور وحوالي 99 كيلومترا جنوب مدينة بيروت.
وتشتهر بشكل خاص بقلعتها التاريخية الواقعة على تلة استراتيجية تطل على سهل صور والناقورة الساحلي.
كما تعتبر مقر قوة الأمم المتحدة المؤقتة في لبنان (اليونيفيل) للقطاع الغربي، بقيادة وحدة من الجيش الإيطالي، والتي تتمركز على تلة مجاورة.

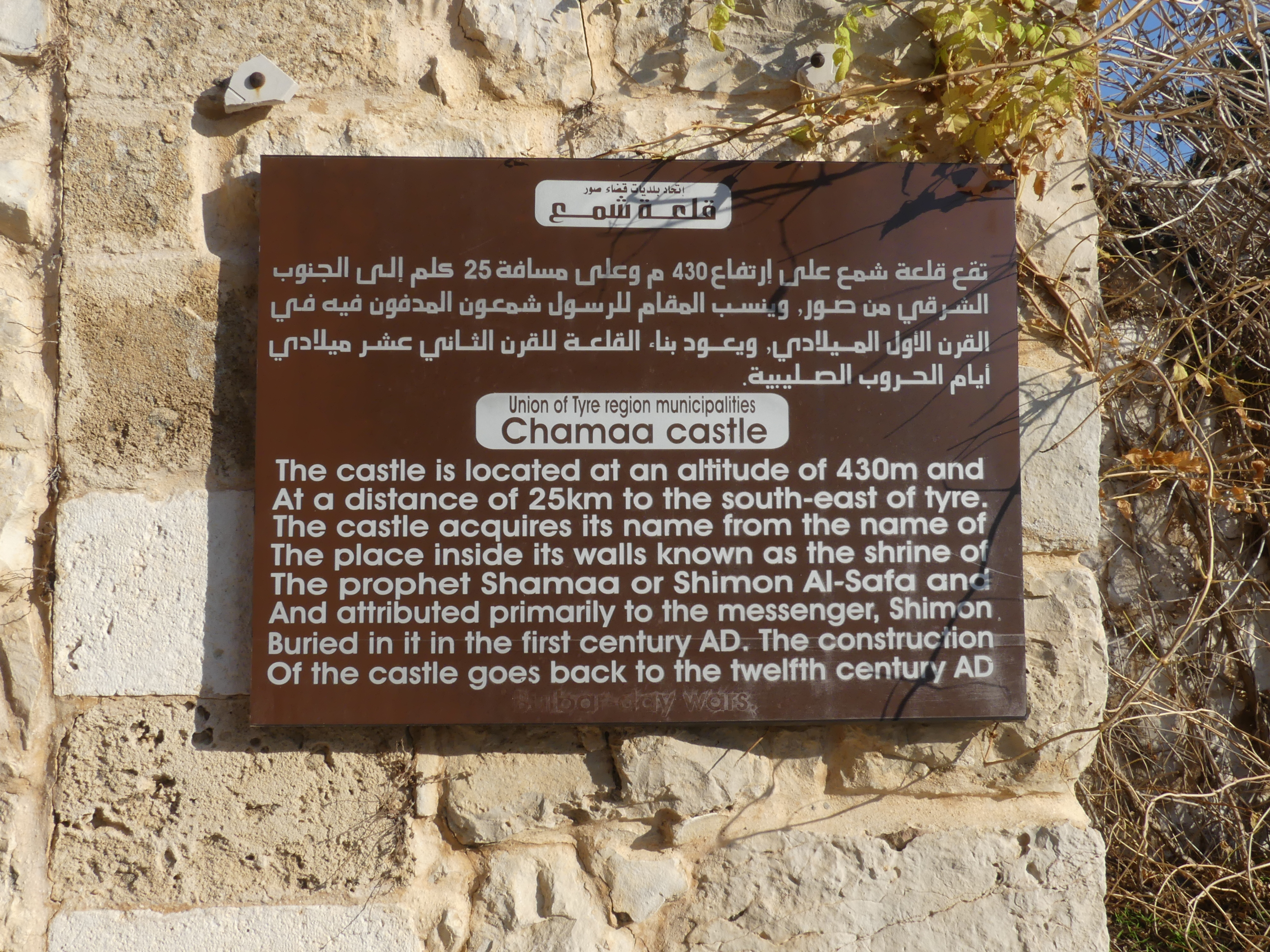
لوحة ارشادات عند المدخل

## تاريخ

### العصور القديمة

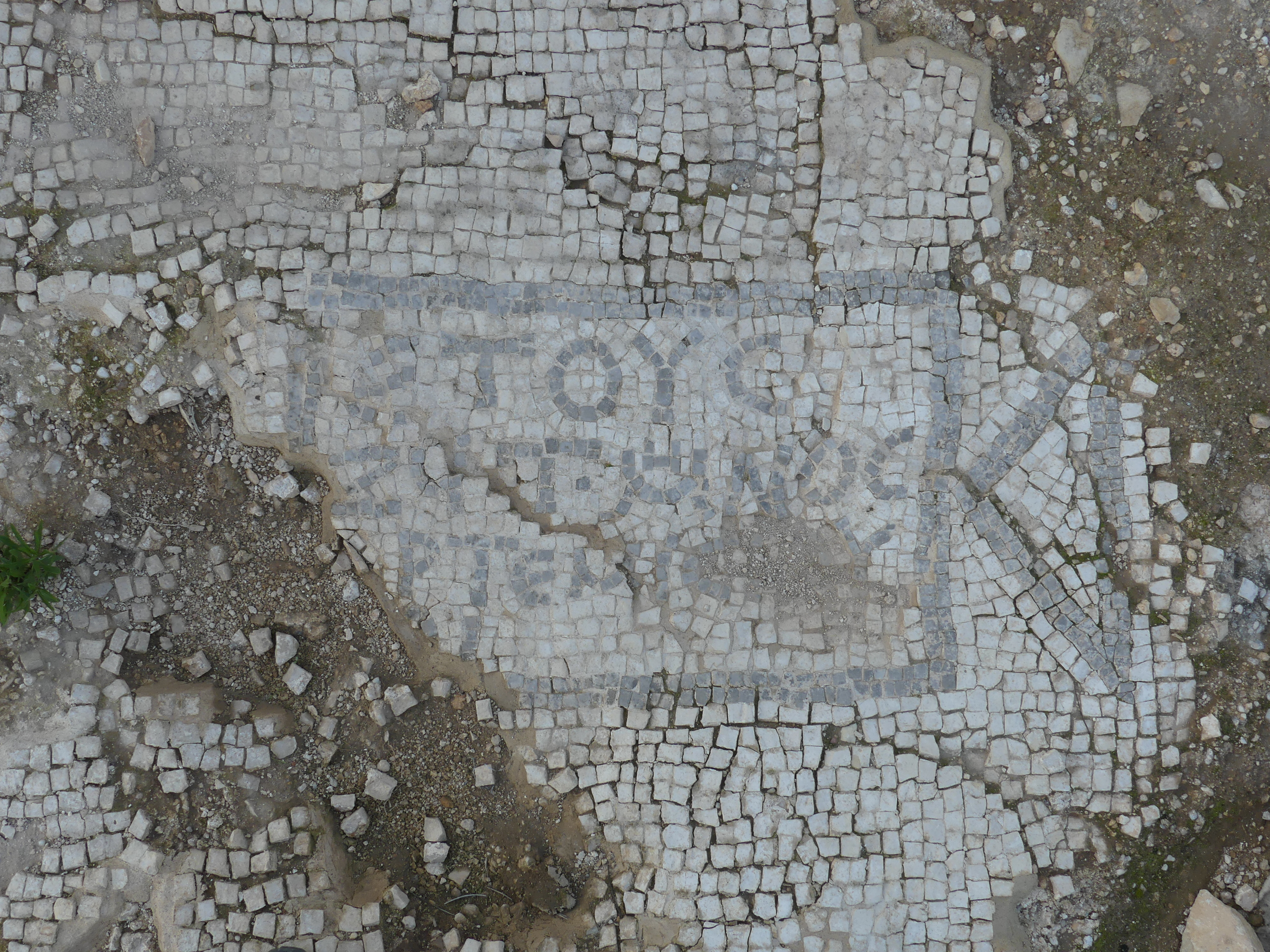
فسيفساء بيزنطية داخل القلعة

الآثار الموجودة لقرية رومانية بيزنطية في الموقع الأثري القريب على تل ارمت يعزز الإعتقاد المحلي الذي ينص على أن التل كان يستخدم كضريح في القرن الأول الميلادي.ويبدو أن التل كان مأهولاً خلال الحكم البيزنطي لبلاد الشام (395-640م), كما تدل الفسيفساء التي تم اكتشافها على قمة التل.
باعتبار موقعها الاستراتيجي بالقرب من سلم صور فمن الممكن تمامًا أن يكون التل مكانا للمستوطنات في العصر الهلنستي والأخميني الفارسي والبابلي الحديث والآشوري الجديد.أو المصري أو الفينيقي المبكر أو حتى عصور ما قبل التاريخ.
من غير الواضح ما حدث في شاما بعد أن فتح المسلمون المنطقة عام 640م. خلال خمس مئة عام من الحكم الإسلامي المبكر، حكم المنطقة أولاً الخليفة الراشد معاوية بن أبي سفيان، يليه الخلافة الأموية، الخلافة العباسية، الخلافة الفاطمية الشيعية الإسماعيلية، والإمبراطورية السلجوقية.
التاريخ الدقيق لبناء مقام شمعون الصفا غير معروف، لكن يقال إن منارته قد بنيت في أواخر القرن الحادي عشر، قبل وقت قصير من وصول الصليبيين.

### العصور الوسطى

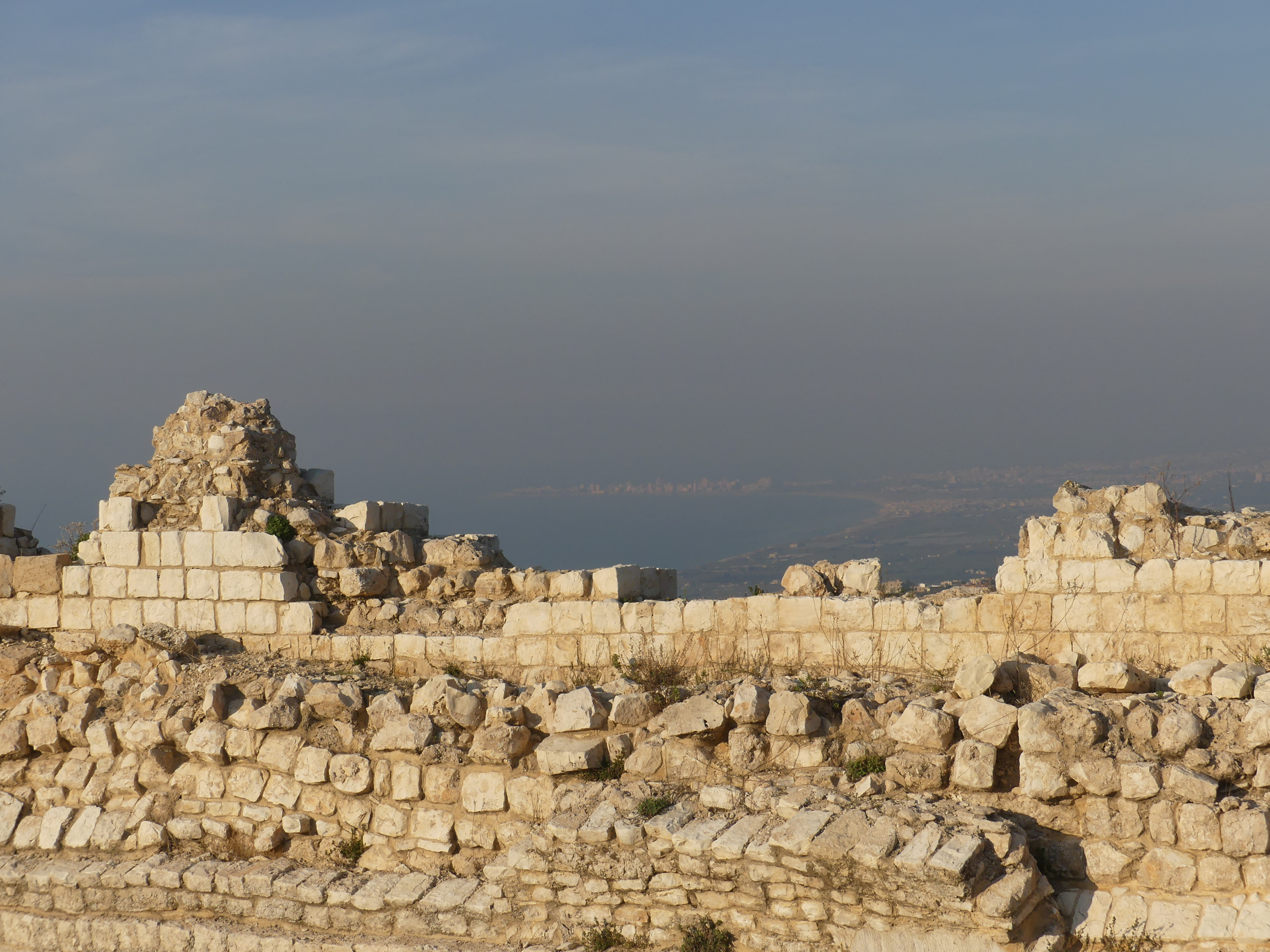
القلعة مطلة على صور

في عام 1116م, في أعقاب الحملة الصليبية الأولى، قام جيش الفرنجة ببناء قلعة فوق الموقع البيزنطي من أجل منع الوصول إلى مدينة صور شديدة التحصين,  والتي كانت آخر مدينة في المنطقة يستعيد المسلمون سيطرتهم عليها.استولى عليها المحاربون المسيحيون في النهاية عام 1124م, بعد حصار دام ستة أشهر تقريبًا أدى إلى استسلام صور عن طريق التفاوض من قبل القائد العسكري السلجوقي طغتكين. ثم أصبحت قلعة شاما، التي كانت جزءًا من مملكة القدس، تُعرف أيضًا باسم قلعة الإسكندرونة، التي سميت على اسم منطقة الاسكندرونة الساحلية المجاورة والتي سميت بدورها باسم الإسكندر الأكبر.
من غير الواضح ما إذا كانت قلعة شاما قد تضررت - مثل العديد من مباني صور - في زلزال سوريا عام 1202م وما إذا كانت ظلت تحت سيطرة مملكة صور، عندما أبرم جون مونتفورت معاهدة عام 1270م مع السلطان المملوكي الظاهر بيبرس ونقلت سيادتها مع بعض القرى الساحلية له. كما أنه من غير الواضح ما حدث لقلعة شاما بعد أن سلم الصليبيون صور عام 1291م لجيش سلطنة المماليك بقيادة الأشرف خليل، الذي هدم جميع تحصينات المدينة لمنع الفرنجة من إعادة التحصن فيها. وكما هو الحال في صور فقد حُكمت شاما فيما بعد من عكا وأصبحت بالتالي جزءًا من فلسطين.

### العصر العثماني

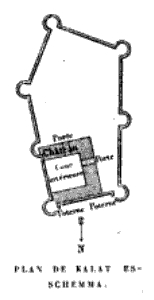
مخطط أرضي، نشره الباحث الفرنسي لويس لورتيه عام 1884م

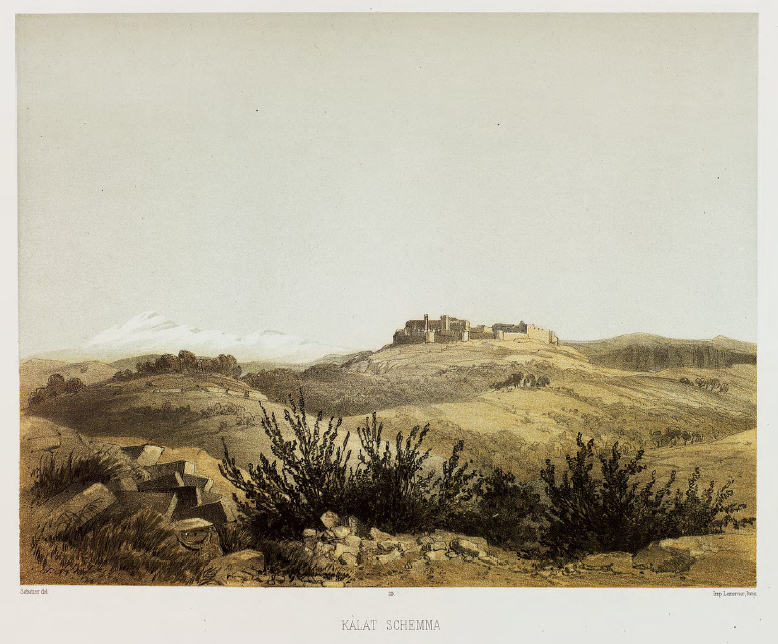
"قلعة شاما" - رسم للرسام الهولندي تشارلز ويليام ميريديث فان دي فيلدي Charles William Meredith van de Velde، الذي سافر إلى المنطقة عام 1851م

على الرغم من أن الإمبراطورية العثمانية سيطرت على بلاد الشام في عام 1516م, إلا أن جبل عامل (جنوب لبنان حاليًا) بقي على حاله حتى نهاية القرن السادس عشر. في سجلات الضرائب لعام 1596م, أطلق عليها، سمعا، في ناحية تبنين العثمانية التابعة لسنجق صفد، بعدد سكانها يبلغ 21 أسرة جميعهم مسلمون.وكان سكان القرية يدفعون ضريبة ثابتة بنسبة 25% على المنتجات الزراعية، مثل القمح والشعير وأشجار الفاكهة والماعز وخلايا النحل، بالإضافة إلى الإيرادات العرضية؛ ما مجموعه 1,920 آقجة.
فترض المؤرخ الفرنسي إرنست رينان أن البناء الرئيسي للقلعة قد تم في القرن السادس عشر,  بينما يفترض علم التأريخ الحديث أن شاما لم تشهد نهضة كبيرة إلا في منتصف القرن الثامن عشر. حيث أسس الشيخ ناصيف النصار, وهو من سلالة علي الصغير الشيعية التي سيطرت على جبل عامل لمدة ثلاثة قرون تقريبًا، حكمًا ذاتيًا فعليًا على المنطقة وأصبحت القلعة ملكًا لعائلته. خلال هذه الفترة خضعت القلعة لتجديد واسع النطاق واستخدمت لأغراض عسكرية وسكنية. كما ضمت معصرة زيتون لا تزال أسسها مرئية حتى اليوم.
انتهت فترة الازدهار هذه بعد ثلاثة عقود في عام 1781م, عندما قُتل النصار في صراع على السلطة مع حاكم صيدا العثماني أحمد باشا الجزار، الذي قضى على السكان الشيعة في عمليات تطهير وحشية.وهكذا انتهى الحكم الذاتي الشيعي في جبل عامل لمدة ربع قرن. وبحسب المصادر العربية فإن الجزار باشا أمر قائده الكبير سليم باشا الكبير بهدم قلعة شاما مثل العديد من التحصينات الأخرى.
وبعد مرور قرن تقريبًا وفي عام 1875م, لاحظ المستكشف الفرنسي فيكتور جويرين "هذه القلعة، التي يقال أنها تعود إلى زمن الظاهر العامر فقط، هي الآن في حالة خراب. بنيت على هضبة مرتفعة وتمتعك بإطلالة واسعة جدًا، وهي محاطة بجدار فيه أبراج نصف دائرية، مبنية ضمن الجدار نفسه، بأبعاد منتظمة، لكن أبعادها متوسطة، باستثناء الجزء السفلي والذي تم بناؤه على سد، وتتكون عمومًا من كتل أكبر ذات مظهر قديم."
وتقسم في الداخل إلى قسمين: أحدهما في الشمال حيث يقيم الباشا، والآخر في الجنوب، وكان يضم حوالي ستين مسكنًا خاصًا. معظمها نصف مقلوبة.وينطبق الشيء نفسه على القصر حيث تُستخدم بعض غرفه حاليًا كإسطبلات للماشية.تم تزيين غرفة الديوان بعدة أعمدة متجانسة من الجرانيت الرمادي تم رفعها إلى بعض الآثار القديمة.وبالقرب من هناك قبة بيضاء ومئذنة مخصصة لشمعون الصفا.خزان أرضيجميل مجاور له.أقامت بعض عائلات الشيعة وسط هذه الآثار.

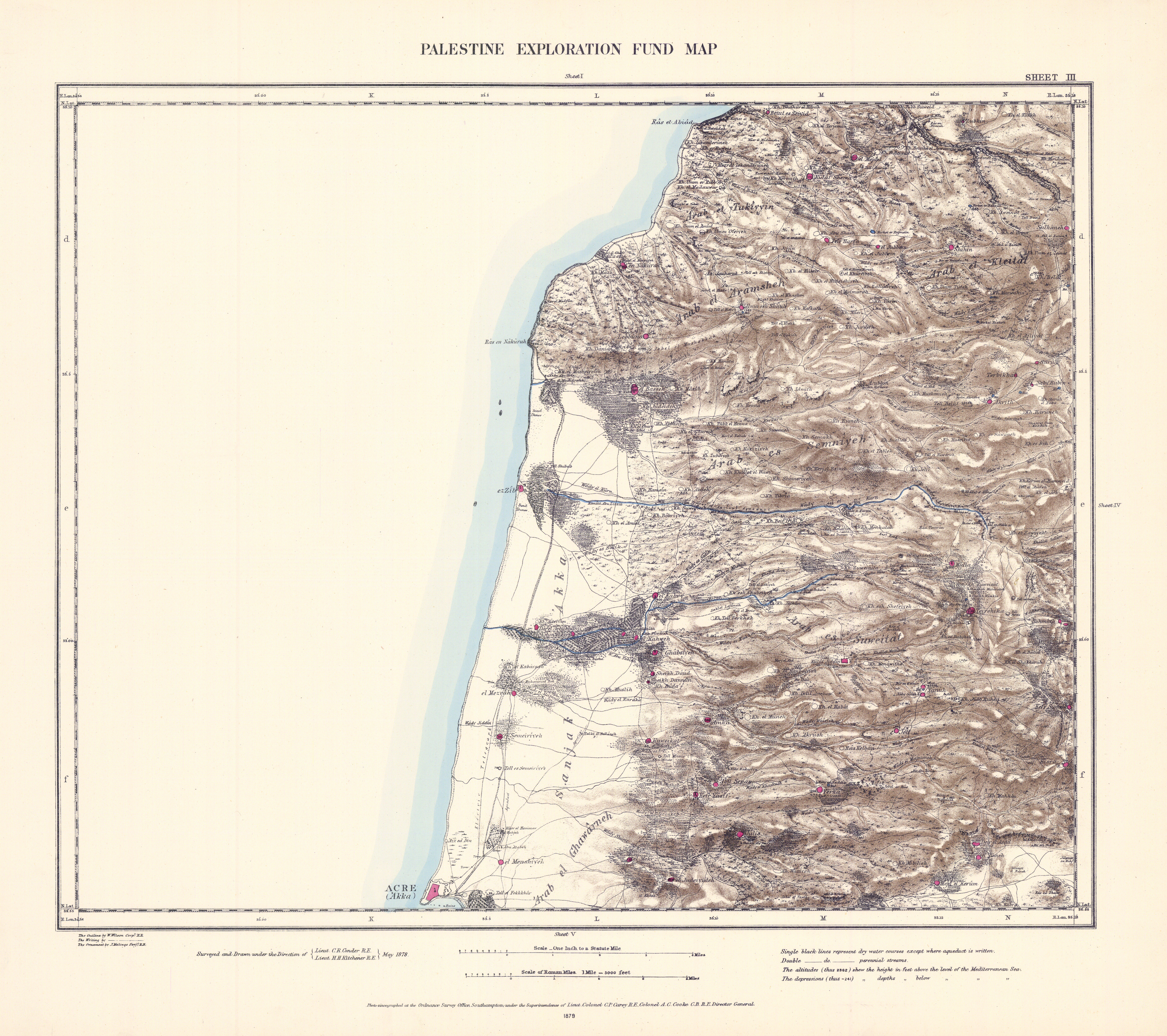
"كولات شيما" أو قلعة شاما على خريطة مسح PEF لفلسطين عام 1877م

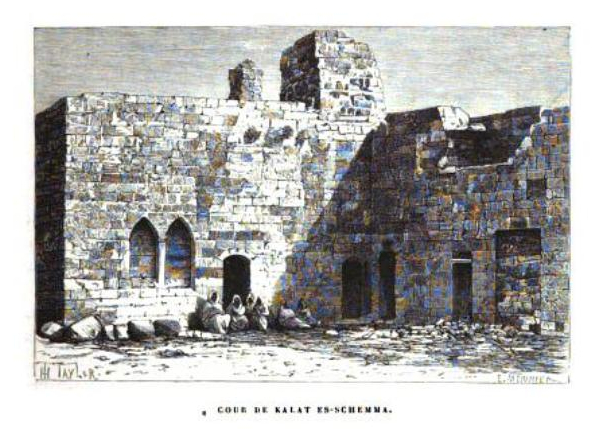
فناء في شاما، رسم للورتيت Lortet

في عام 1881م, وصف المسح الذي أجراه صندوق استكشاف فلسطين قلعة شيما بأنها "قلعة حديثة البناء، تقع على تلة مخروطية عالية جدًا وواضحة يمكن رؤيتها من مسافة بعيدة، ويسكنها حوالي أربعين مسلمًا. الأرض المحيطة مغطاة بالأغصان وهي غير مزروعة. هناك عشرة خزانات أرضية للمياه. وأشاروا أيضًا إلى: "قلعة ساراسينية يقال أيضًا أن ظاهر العمر بناها. الجدران والأبراج المحيطة تتحول لمعالم أثرية.ويسكن المكان حوالي ثلاثين مسلماً. وهي تقع على تلة مخروطية عالية وواضحة للغاية، وكانت بلا شك مكانًا قويًا في وقت ما.»
عندما زار الطبيب الفرنسي وعالم النبات وعالم الحيوان و المصريات لويس لورتيت شاما في نفس الوقت تقريبًا، لم يتمكن من العثور على أي معلومات حول تاريخ القلعة,  وبالمثل ظلت غامضة حتى نهاية القرن العشرين.

### العصور الحديثة

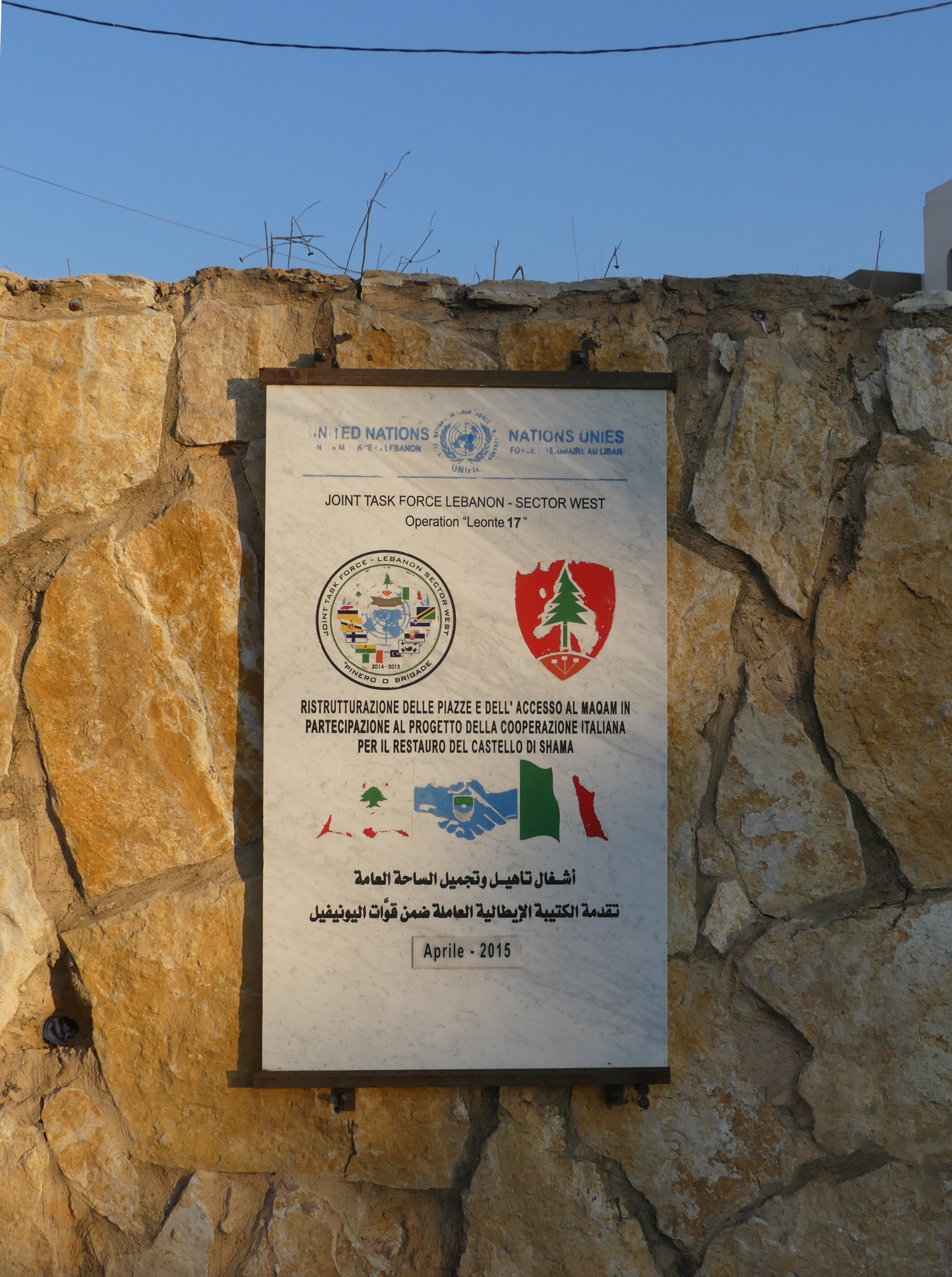
لوحة لمشروع إيطالي لإعادة تأهيل الساحة الرئيسية لتسهيل الوصول إلى الضريح والقلعة

خلال حرب لبنان مع إسرائيل عام 1982م والاحتلال الإسرائيلي اللاحق، يبدو أن قلعة شاما أصبحت قاعدة عسكرية للجيش الإسرائيلي، الذي اتُهم بتدمير الهياكل الداخلية للقلعة. وذكرت صحيفة ديلي ستار: "من أجل السماح للدبابات بالدخول، أزالوا بوابته الرئيسية التاريخية، والتي يقول البعض إنها الآن البوابة الشهيرة لمدينة عكا الساحلية"
في أواخر عام 1997م تم الإبلاغ عن هجمات شنها مقاتلو حركة أمل وحزب الله على القوات الإسرائيلية ووحدات ميليشيا جيش لبنان الجنوبي المتعاونة معها في شاما. ومن هنا يمكن القول بأن قلعة شاما - مثل قلعة الشقيف في جنوب شرق لبنان - هي واحدة من قلاع القرون الوسطى القليلة التي لا تزال تتمتع بأهمية استراتيجية في الحروب الحديثة، على الأقل حتى الانسحاب الإسرائيلي عام 2000م.".
أثناء الغزو الإسرائيلي في حرب لبنان في يوليو 2006, قُتل 21 مدنيًا من قرية مروحين، معظمهم من الأطفال في شاما في غارة للبحرية الإسرائيلية أعقبها هجوم بطائرة هليكوبتر على قافلتهم أثناء محاولتهم الإخلاء بأوامر إسرائيلية. وبحسب ما ورد تعرضت الفرق الطبية التابعة لليونيفيل لإطلاق النار أثناء مهمة الإنقاذ.
وفي هجوم آخر، دمرت قلعة شاما جزئيا بما في ذلك برجها الرئيسي. وبينما تم تأهيل مقام شمعون بدعم من مشيخة قطر، لم يبدأ تجديد القلعة إلا في عام 2014م, بتمويل من الحكومة الإيطالية.
وفي يوليو/تموز 2007م, قُتل جندي فرنسي من قوات اليونيفيل بالقرب من شاما عندما انفجرت ذخيرة غير منفجرة من حرب عام 2006م بينما كان يحاول إزالتها.
ليس من الواضح في أي عام أنشأت قوات اليونيفيل مقر القطاع الغربي في شاما، على بعد حوالي 10 كيلومترات شمال الخط الأزرق.وفقًا للمحللين العسكريين الإيطاليين، بحلول عام 2015م انتشرت القوات المسلحة الإيطالية في مقرها الرئيسي في القطاع الغربي.ميلفويMillevoi في شاما هي فرقة مكونة من "حوالي 1100 رجل وامرأة، إلى جانب وحدات تابعة لـ 11 دولة أخرى ليصبح مجموع الجنود 3500".
رئيس بلدية شاما هو عبد القادر صفي الدين. صفي الدين هو أيضاً الاسم الأكثر شيوعاً على نقوش المقبرة المجاورة لضريح شمعون الصفا.

## معرض صور

### مقام شمعون الصفا

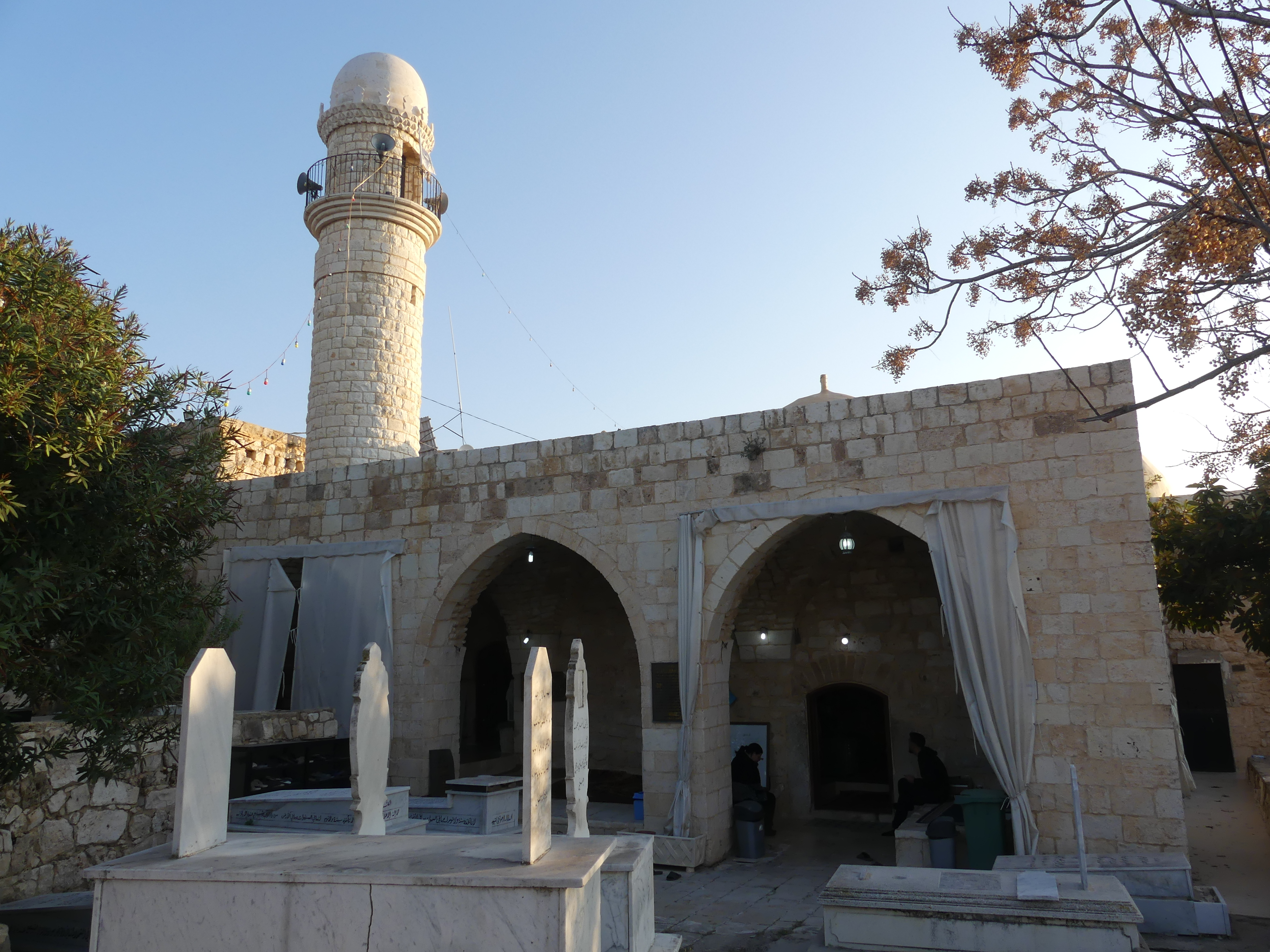
مقبرة للشيعة عند المدخل ومعظم شواهد القبور تحمل اسم صفي الدين
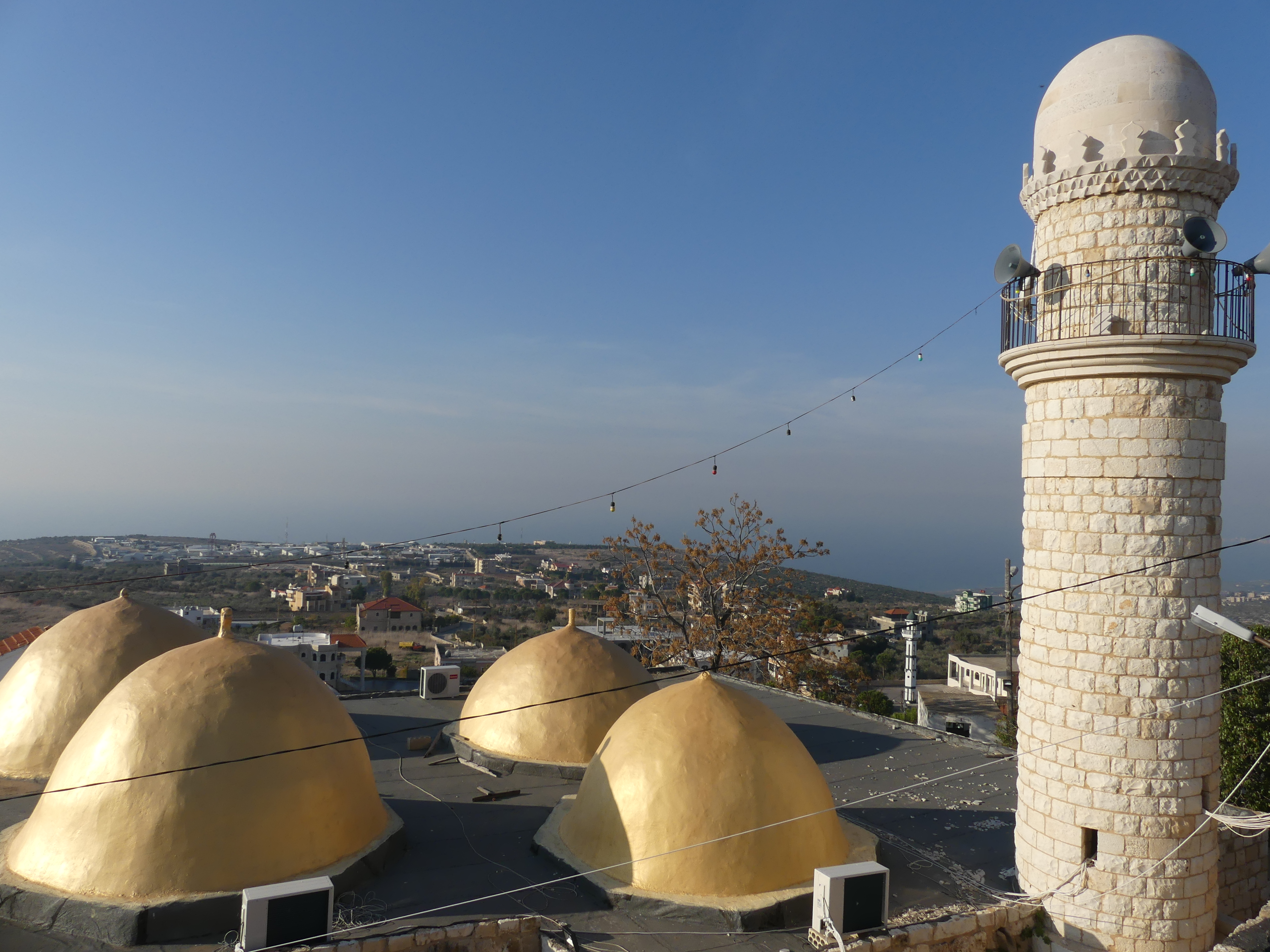
منظر باتجاه البحر وتظهر قاعدة قوات اليونيفيل في الخلفية
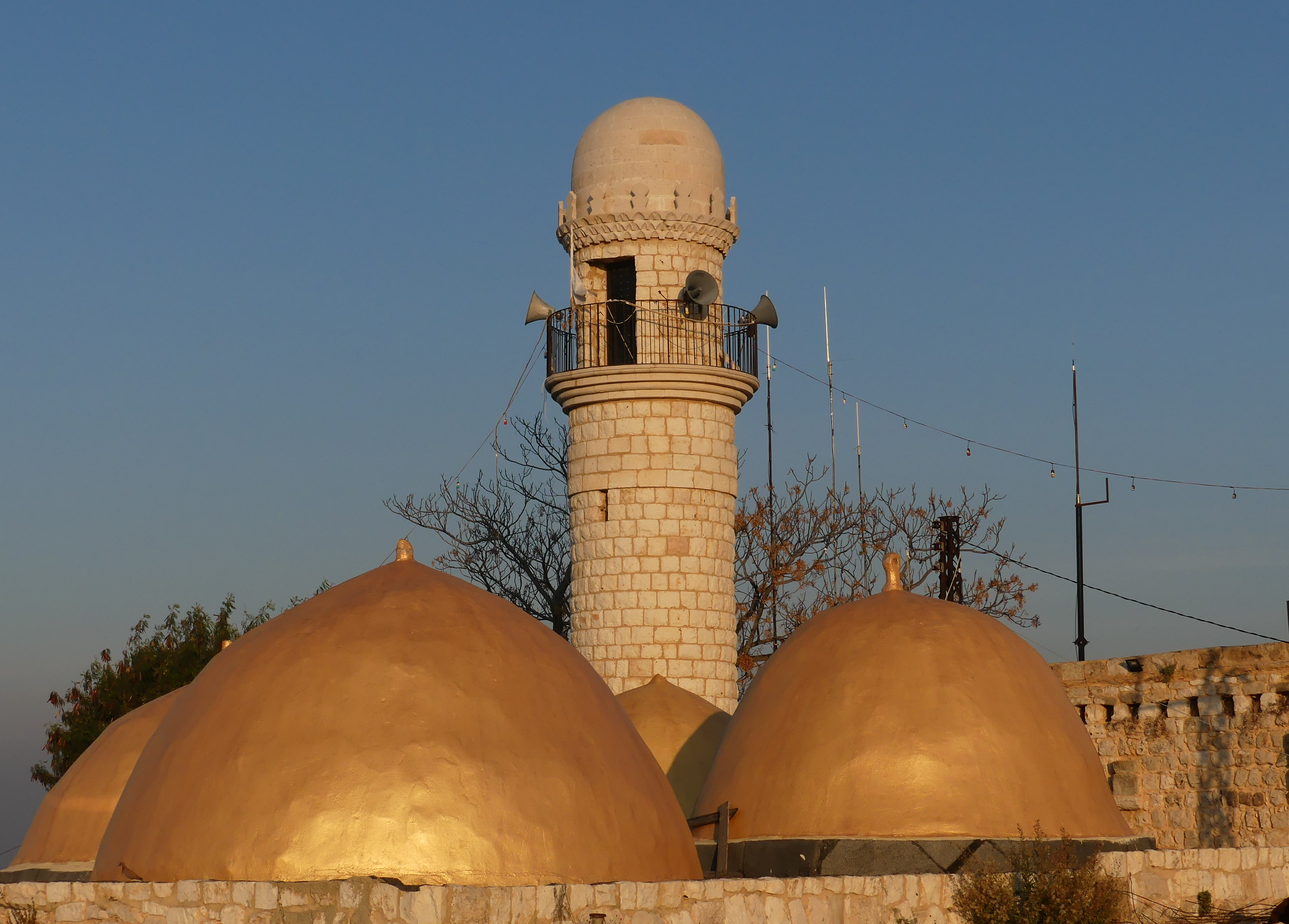
منظر باتجاه الشمال
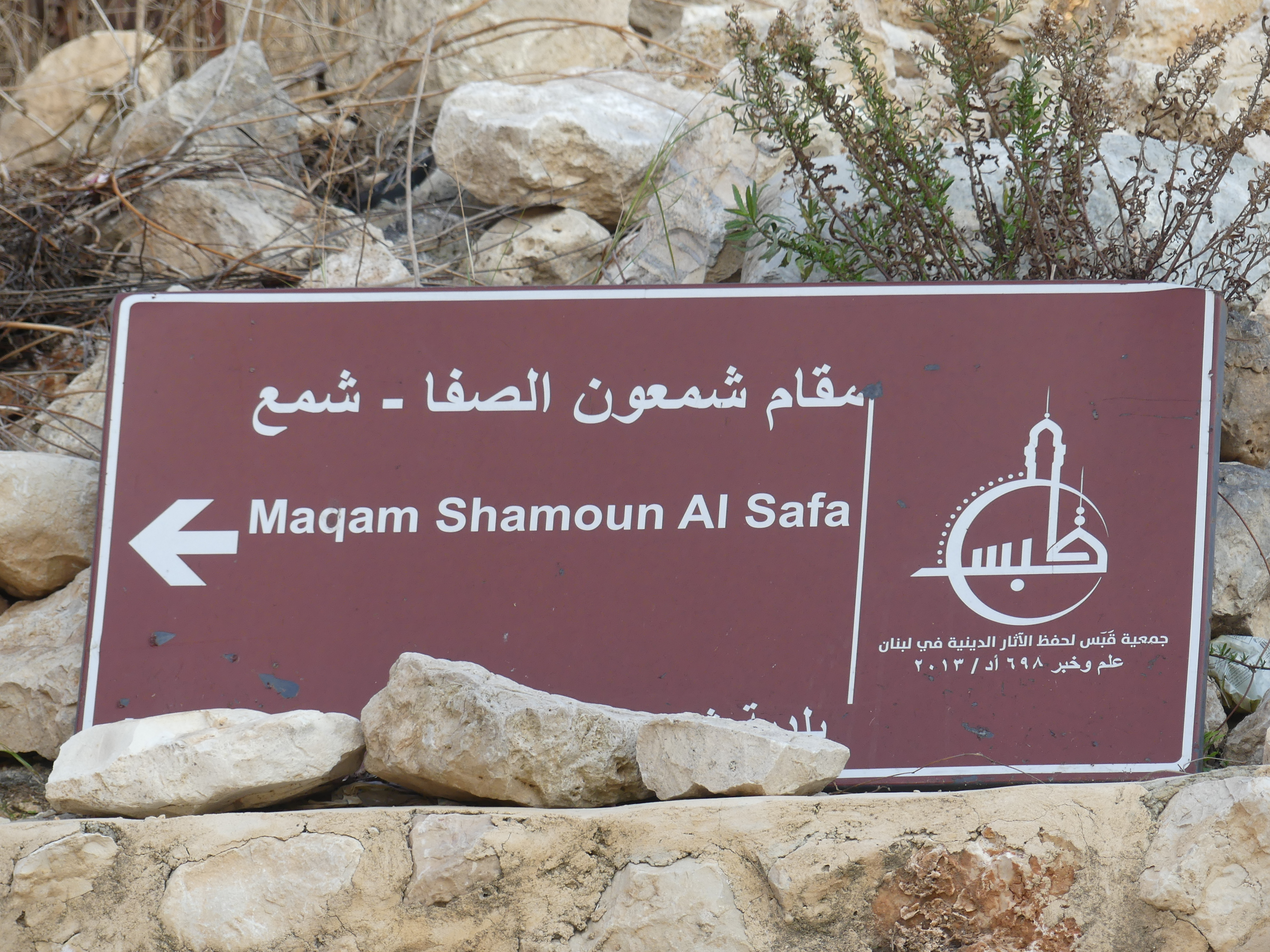
لوحة إرشادية

### القلعة

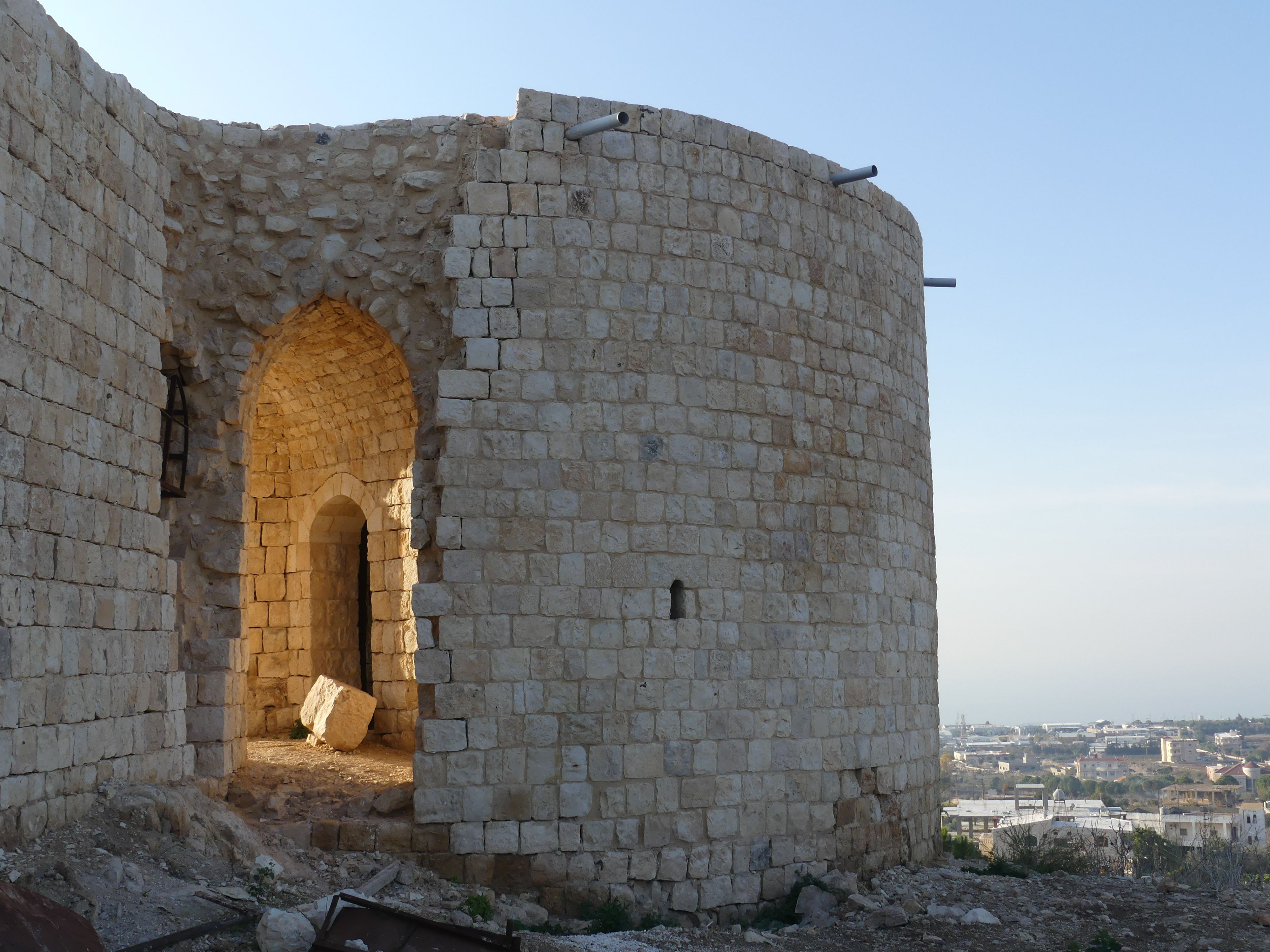
البرج الشمالي الغربي
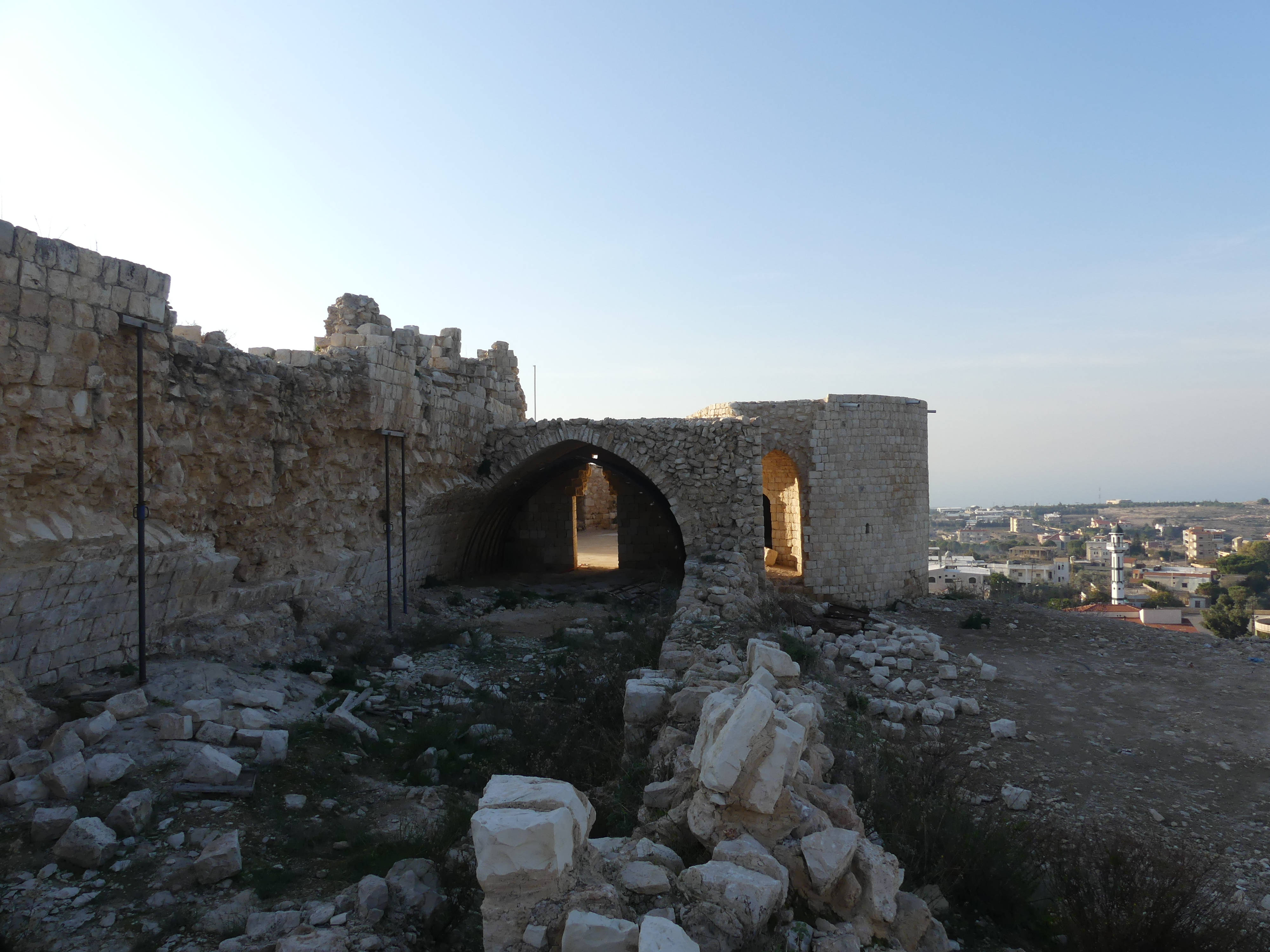
آثار عند السور الشمالي
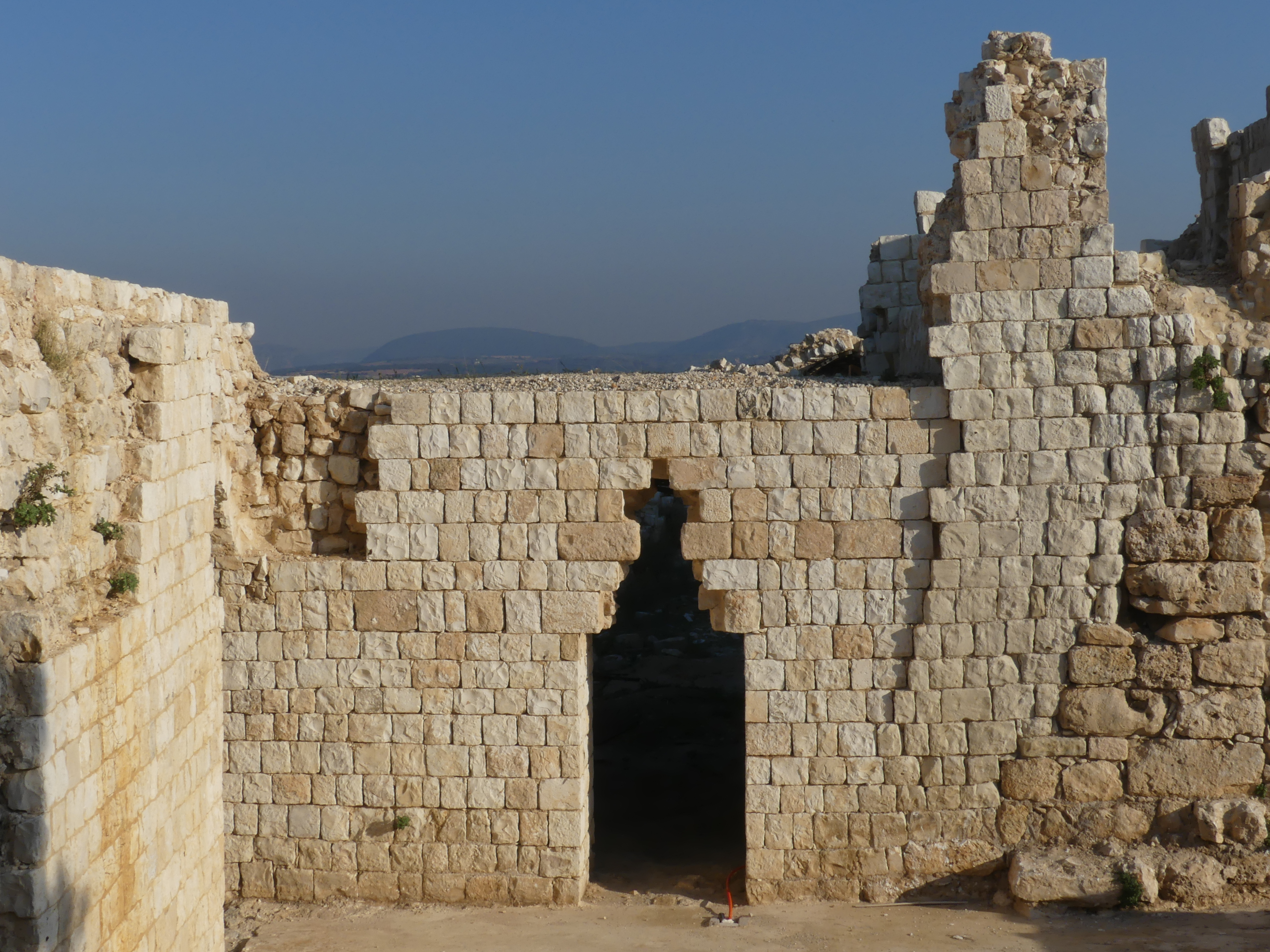
مدخل للبرج الشمالي الغربي
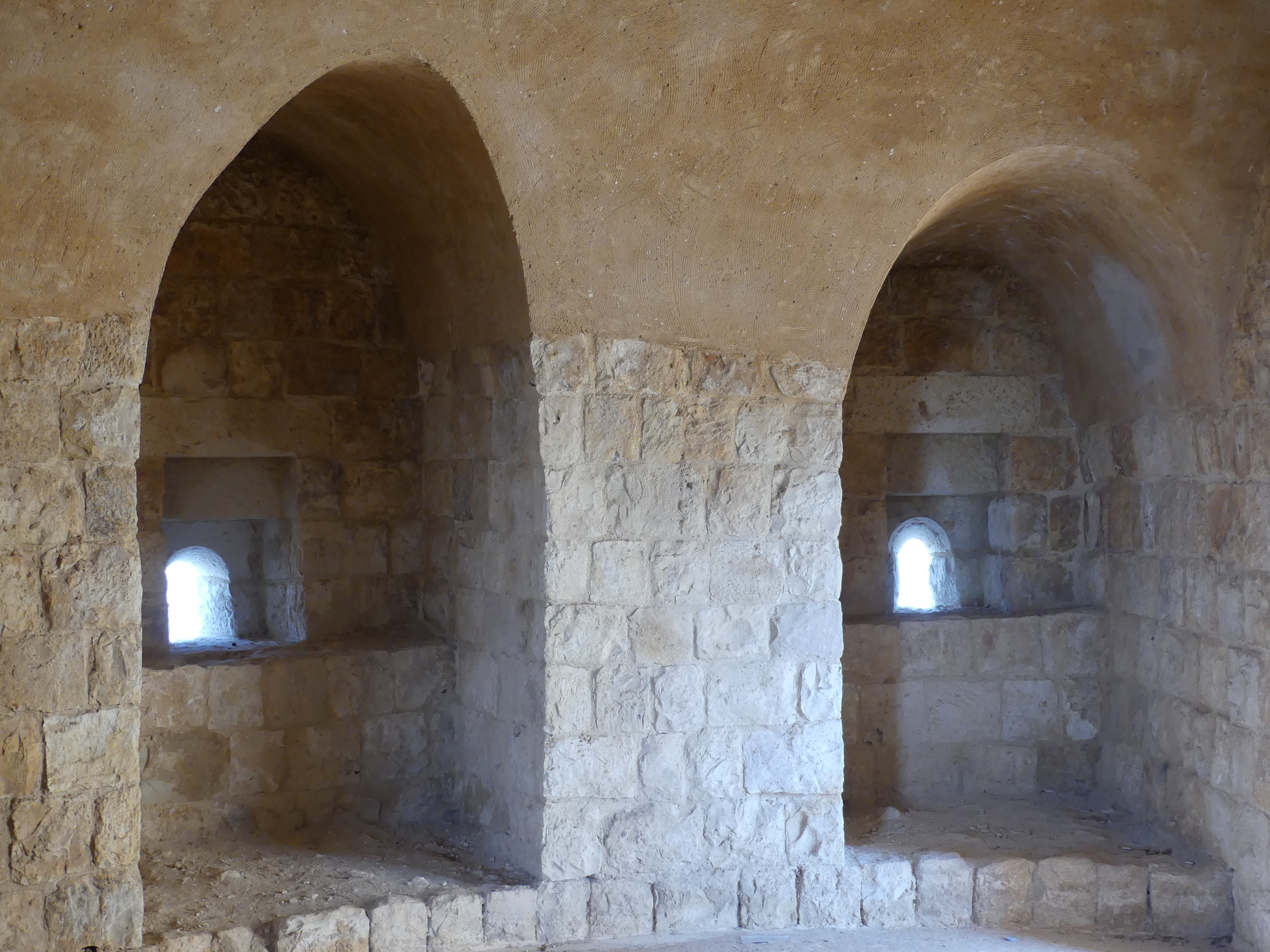
نوافذ في البرج الشمالي الغربي
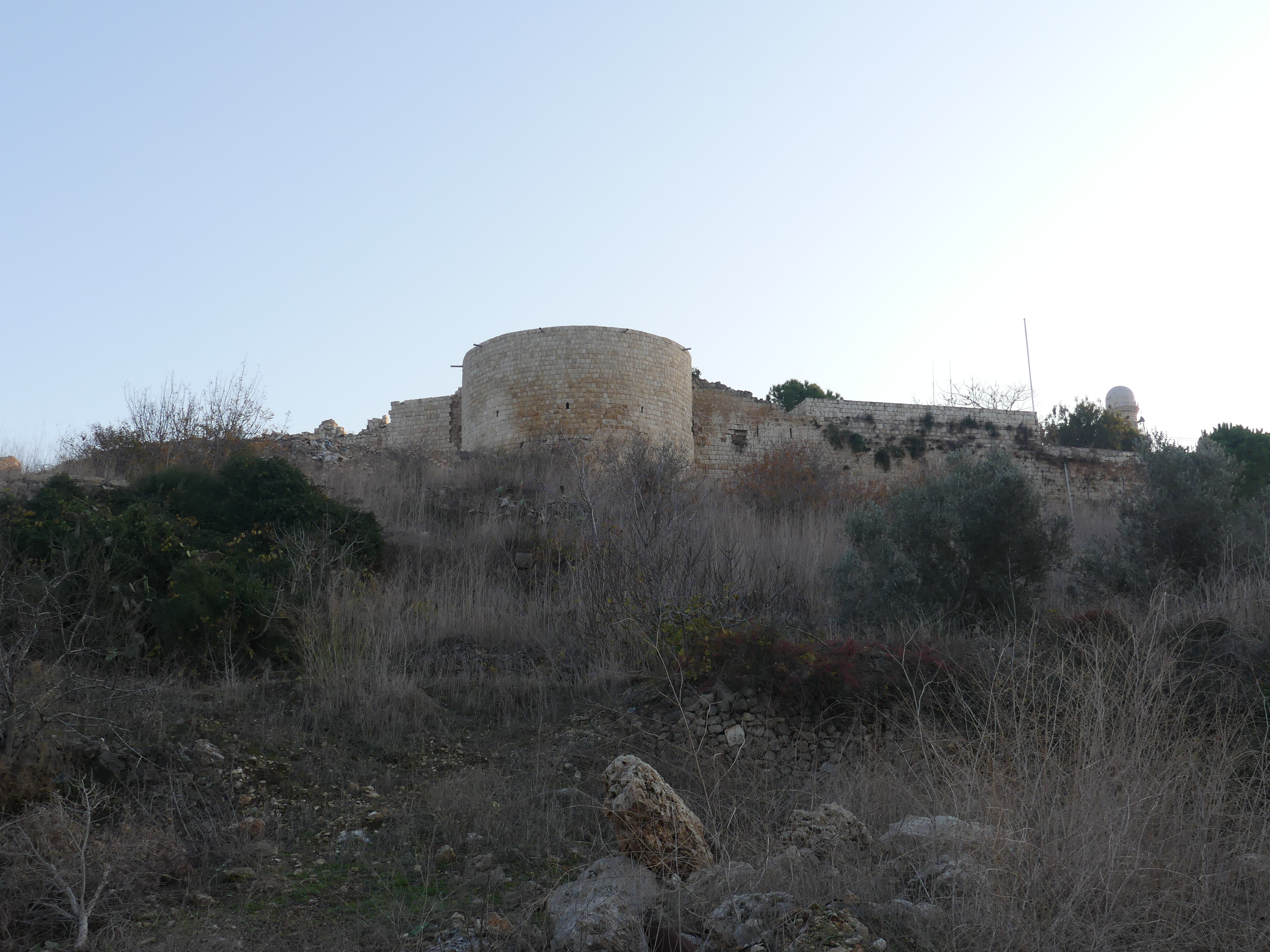
البرج الشمالي الغربي مع برج القبر في اليمين
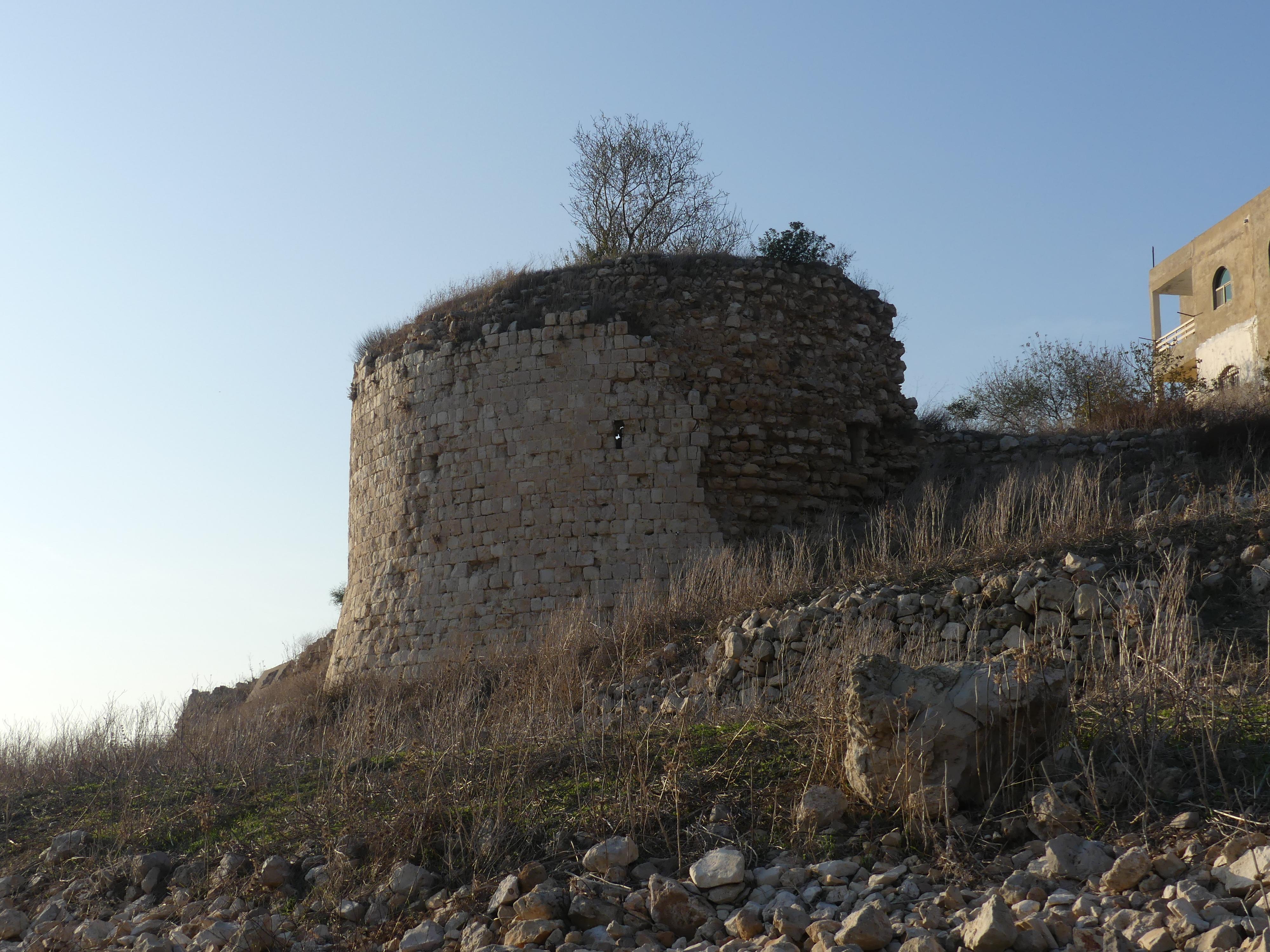
أحد البرجين في القسم الجنوبي الشرقي
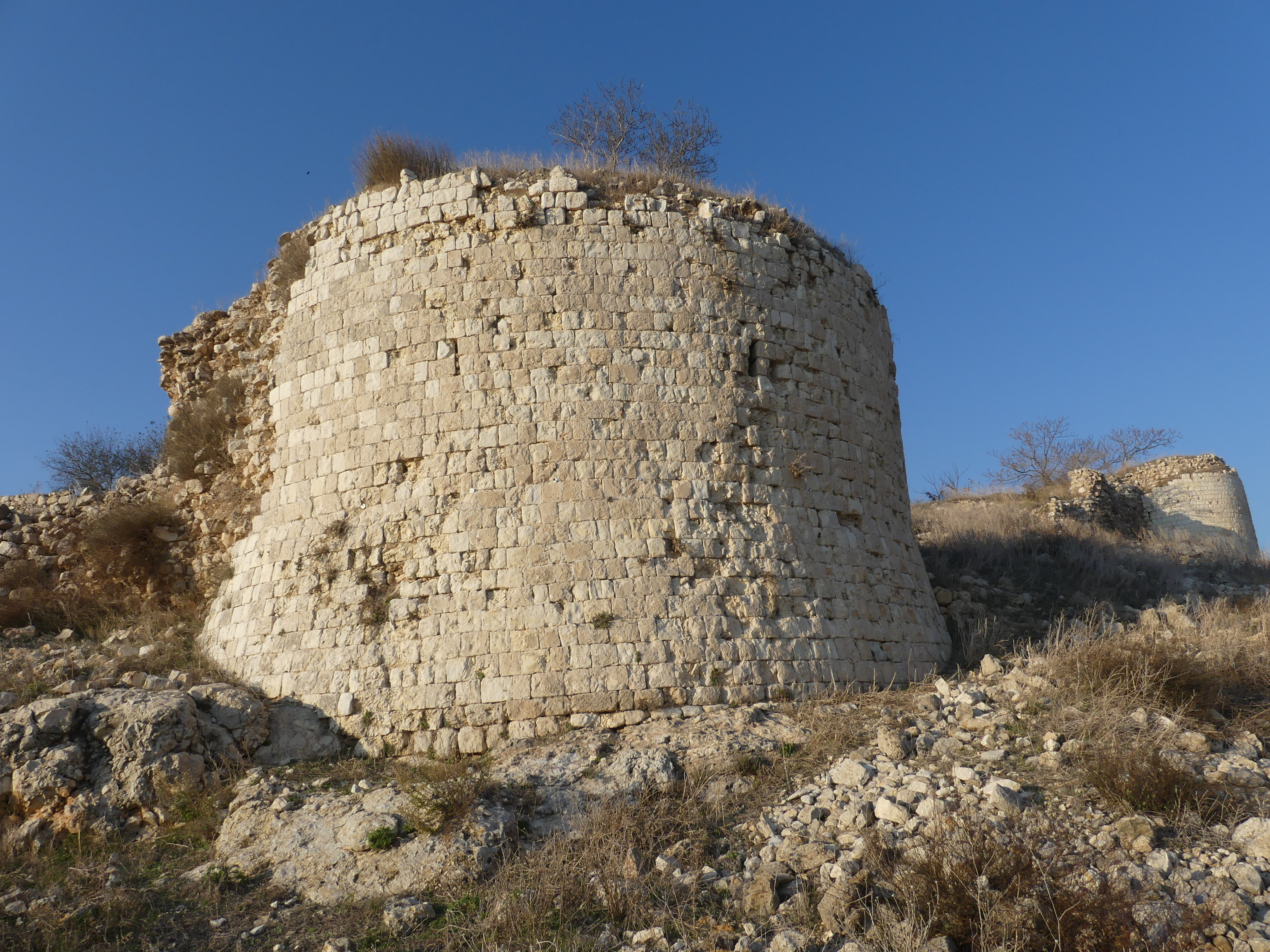
البرجين في القسم الجنوبي الشرقي
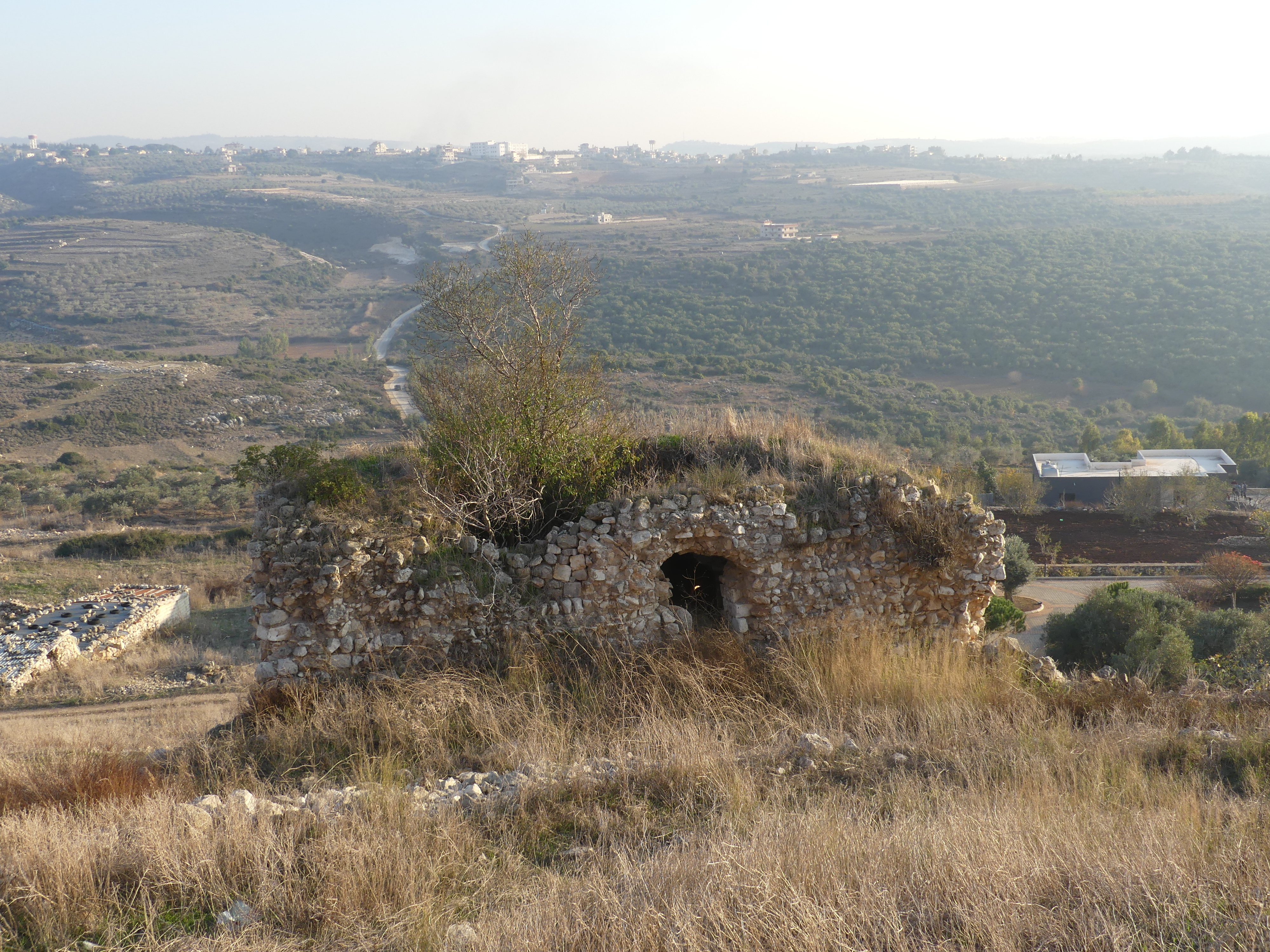
خلف أحد البرجين في الناحية الجنوبية الشرقية
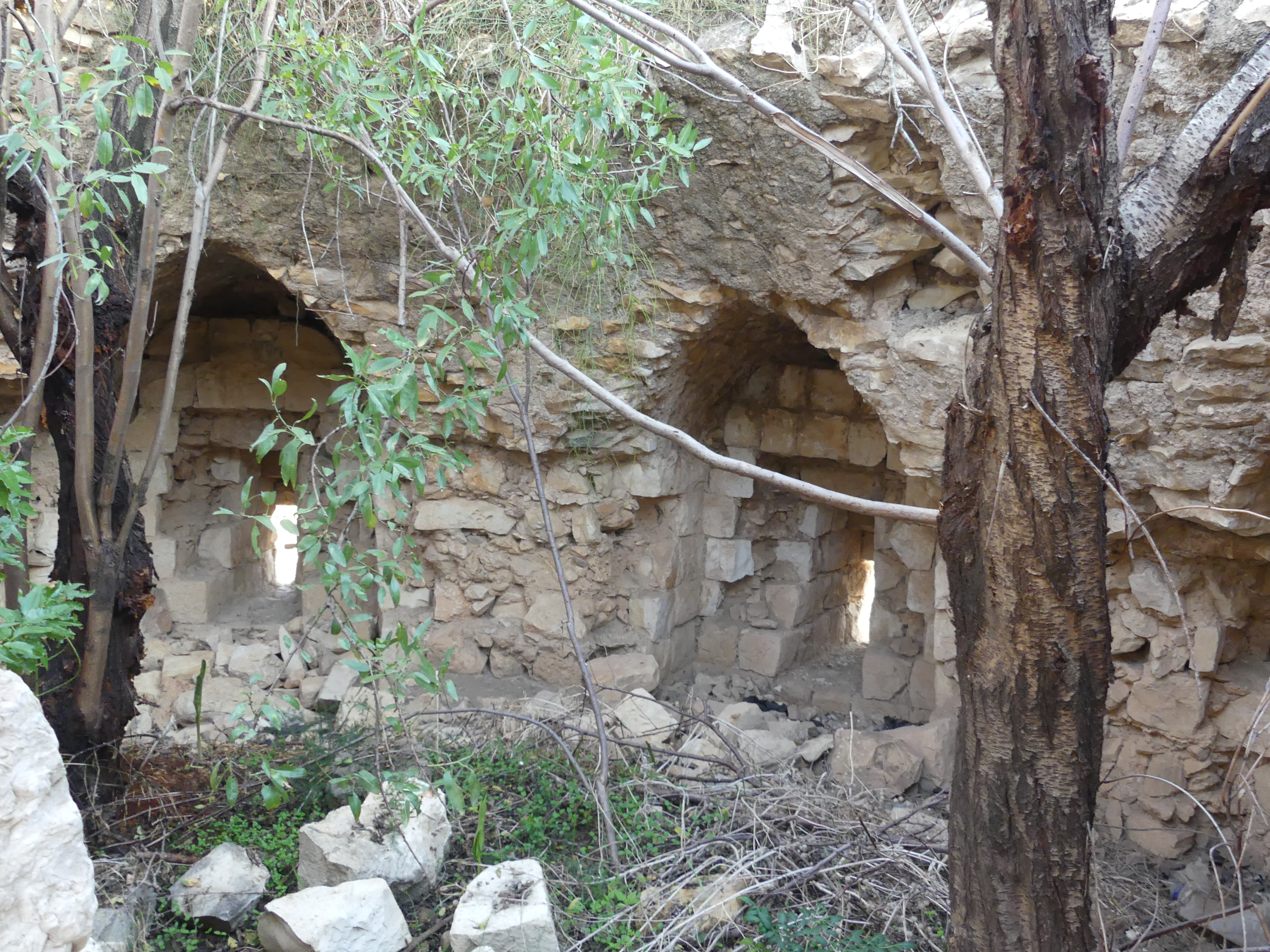
نوافذ في أحد البرجين في القسم الجنوبي الشرقي
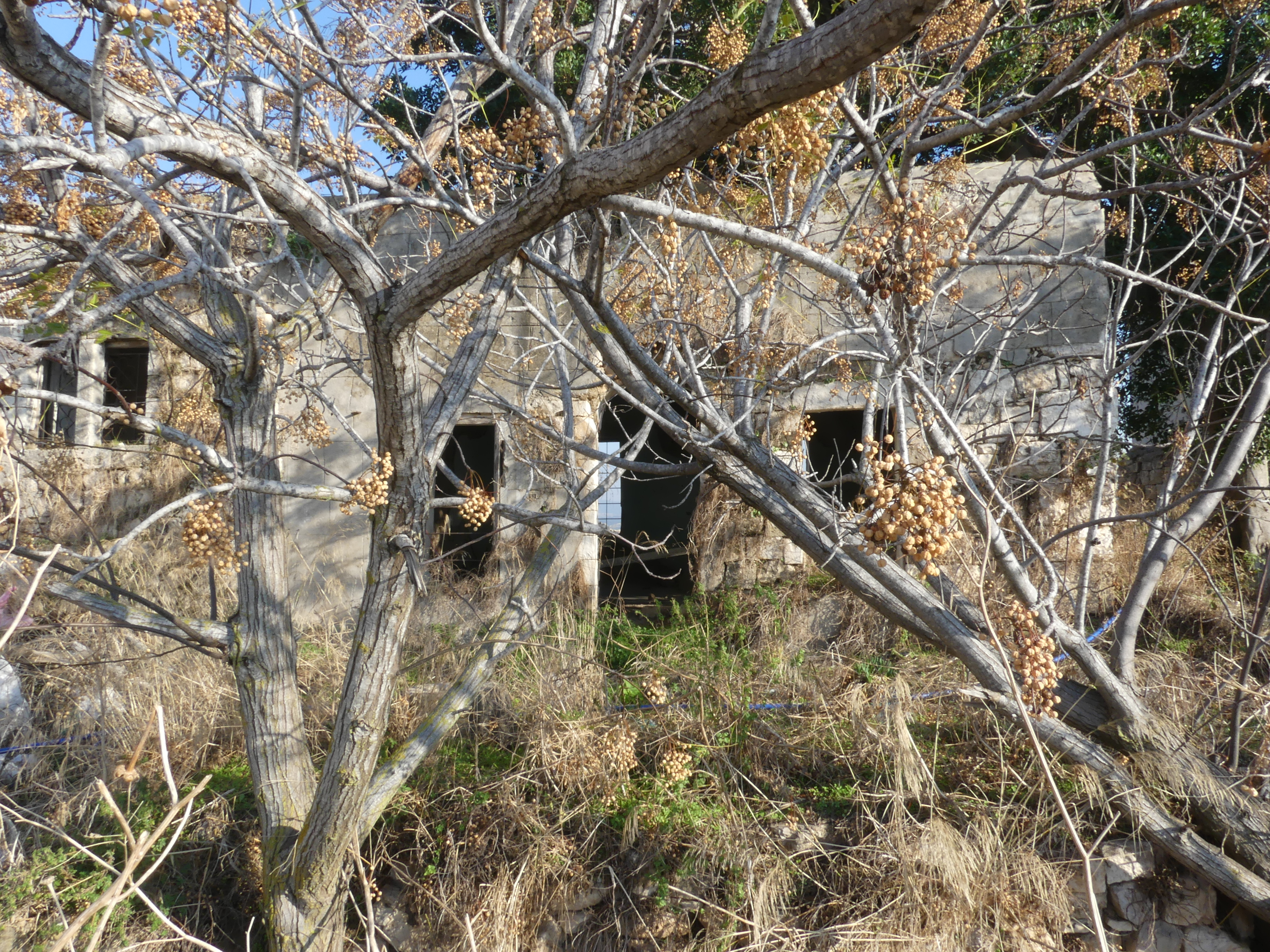
آثار حديثة في باحة القلعة
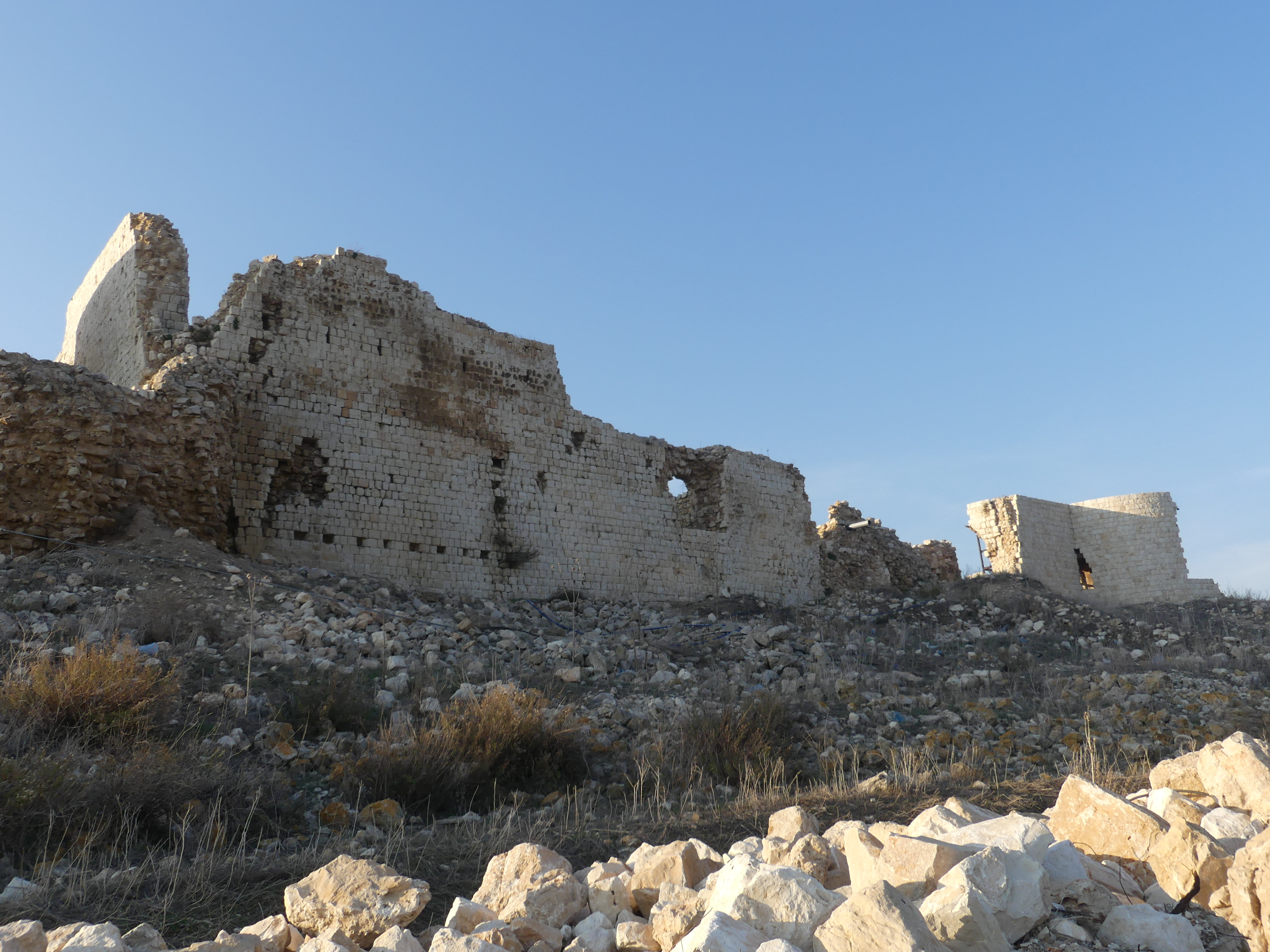
الجانب الجنوبي الشرقي
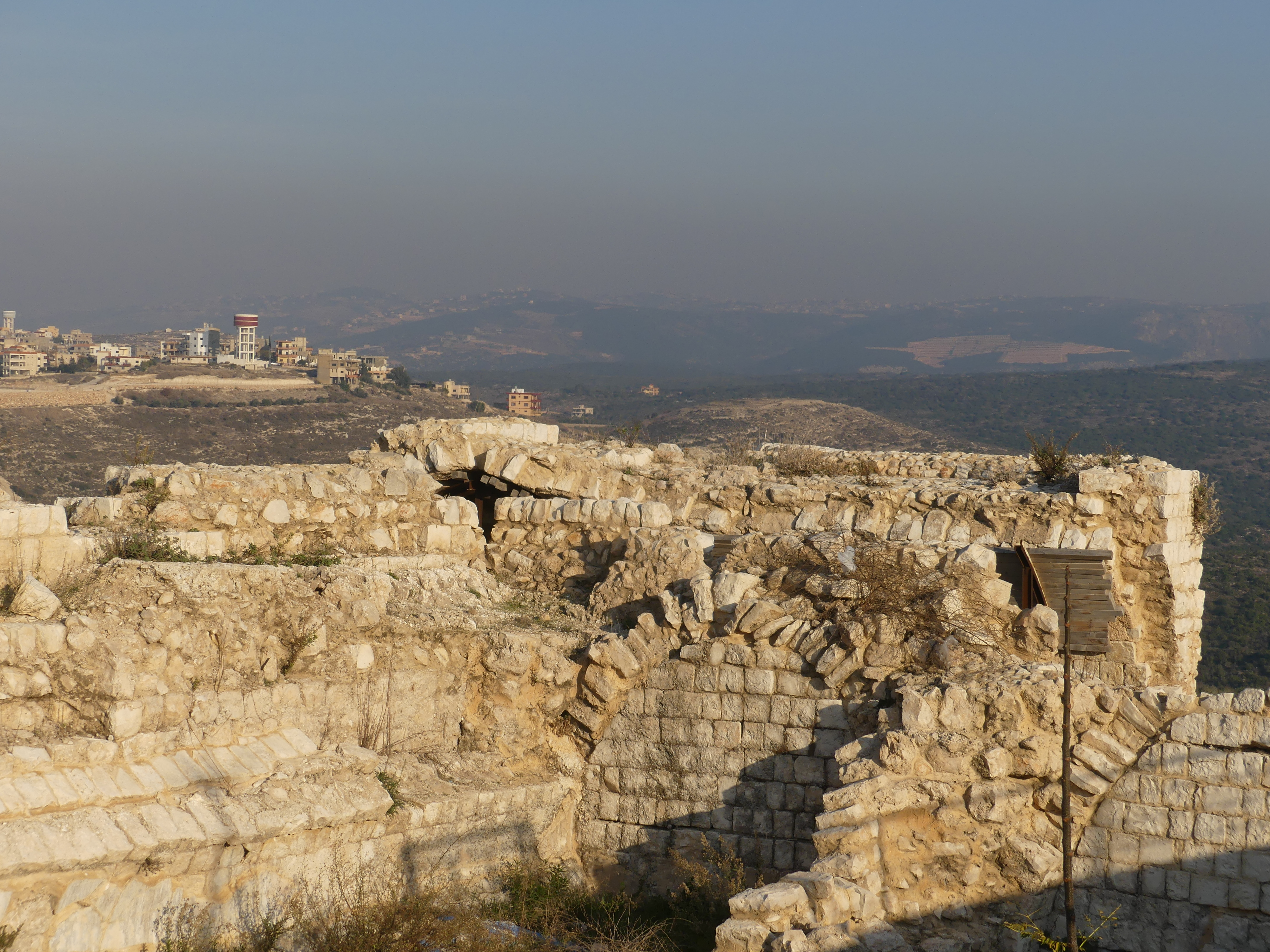
الزاوية الشمالية الشرقية
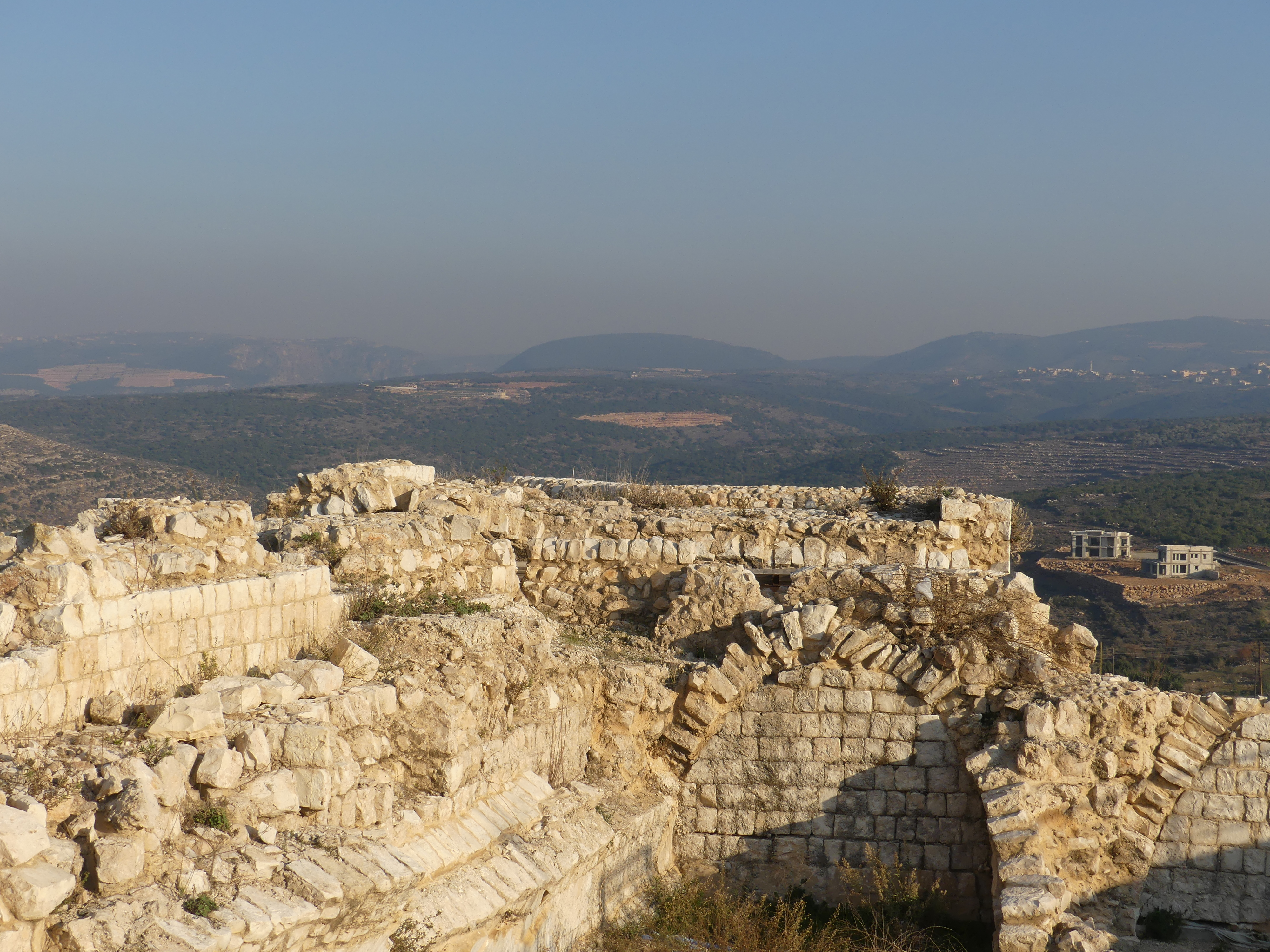
آثار في الجهة الشمالية الشرقية
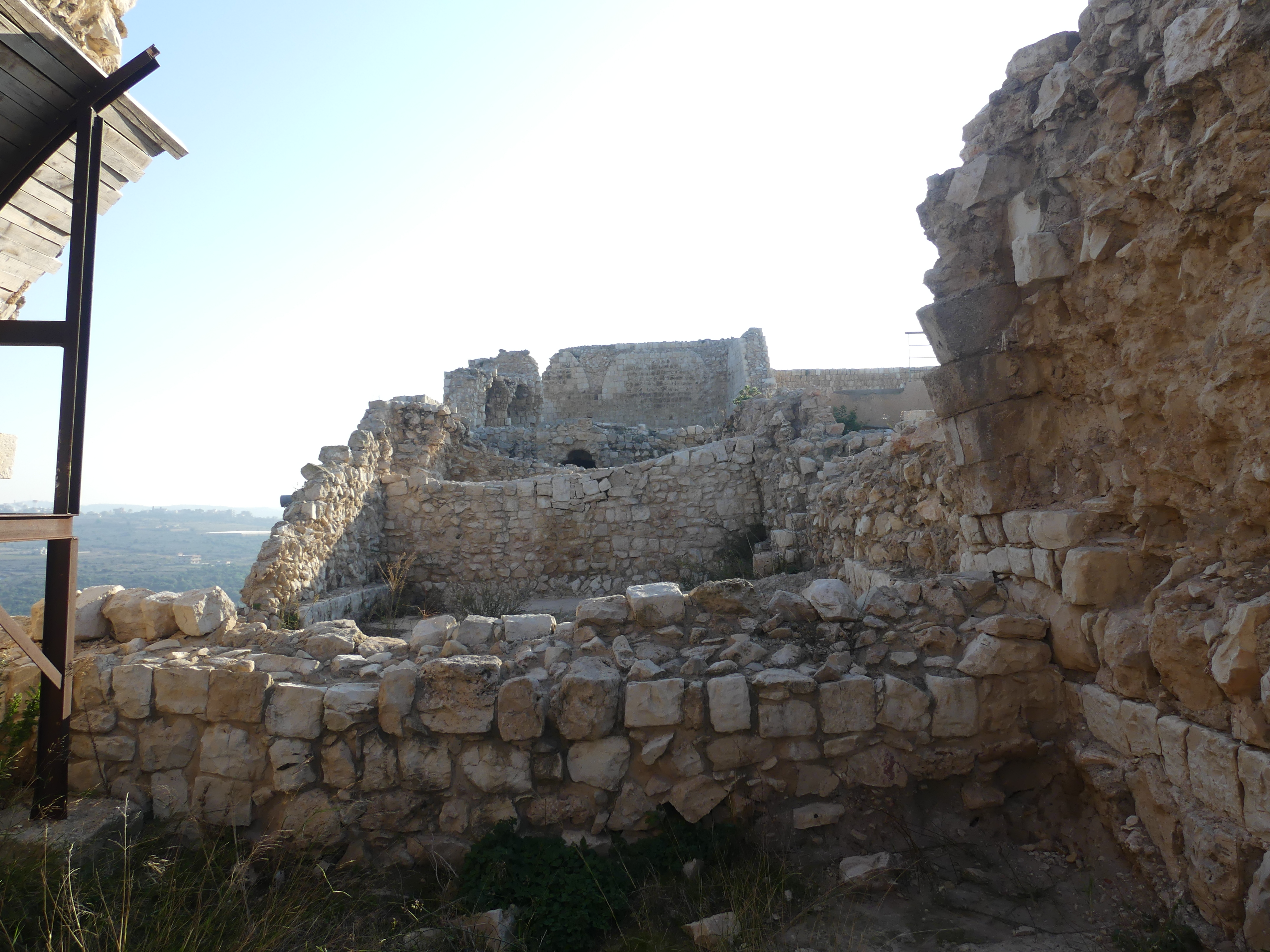
الجانب الشرقي
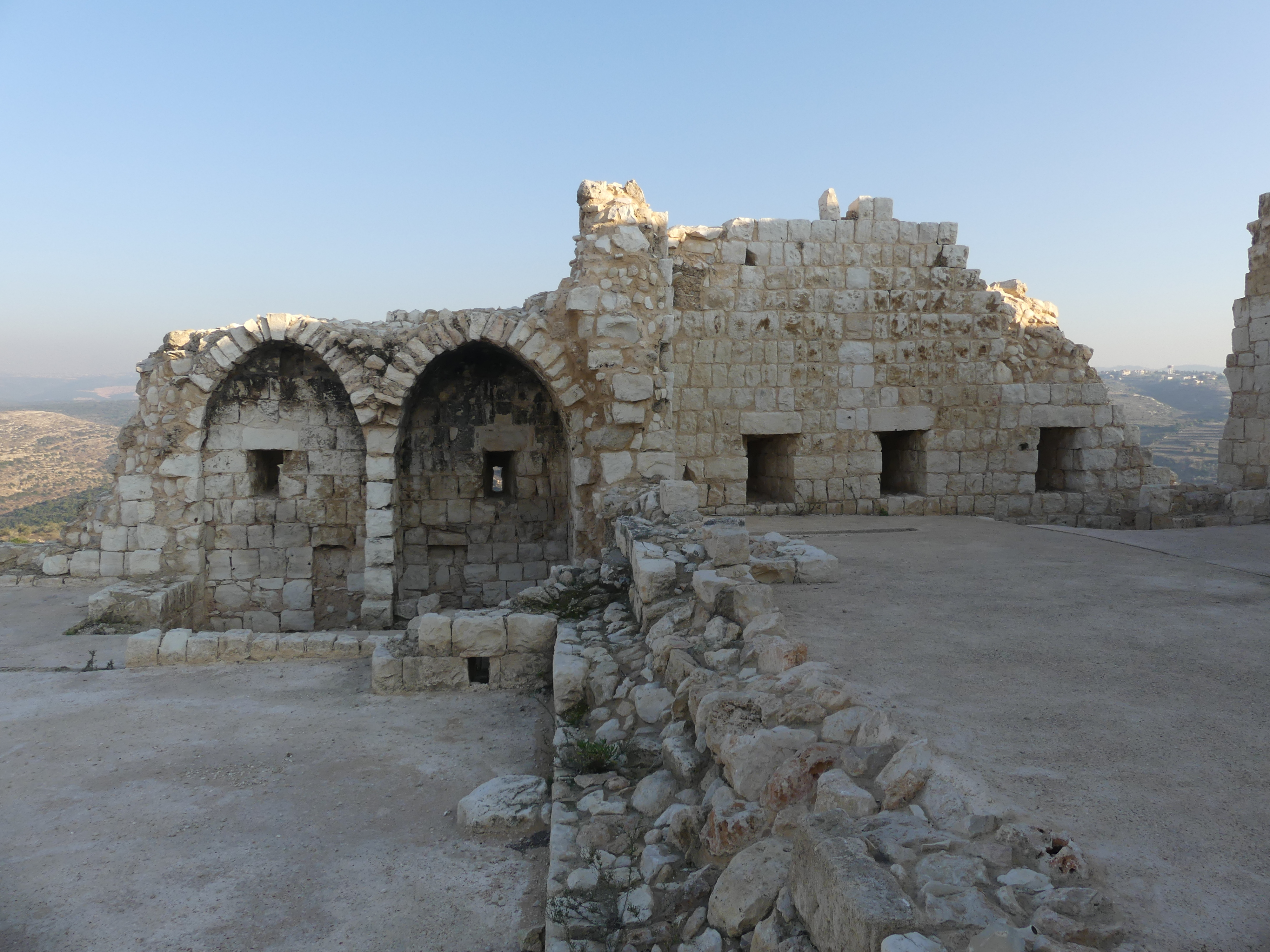
أوسط الجانب الشرقي

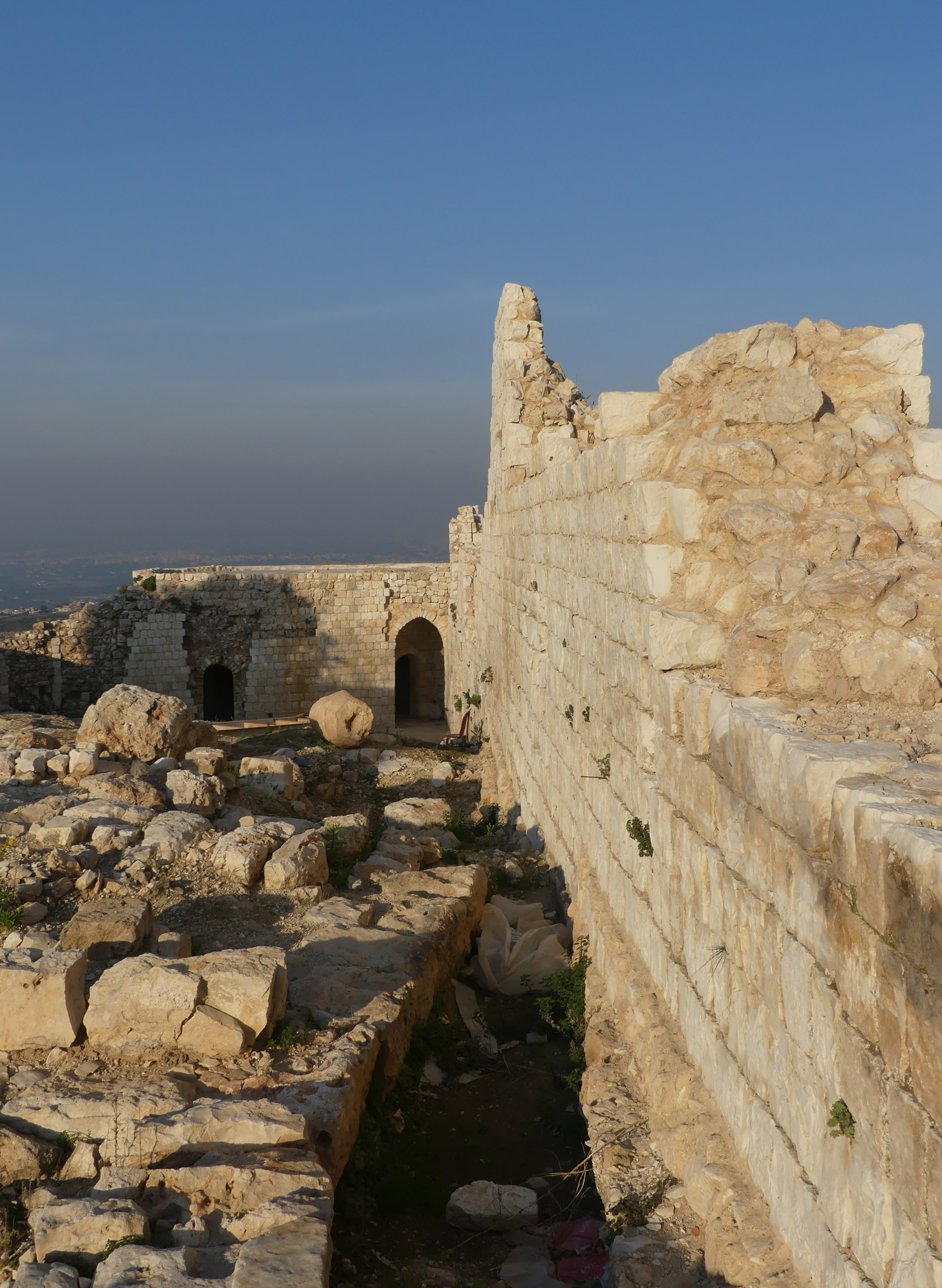
آثار في باحة القلعة من الناحية الشمالية الغربية
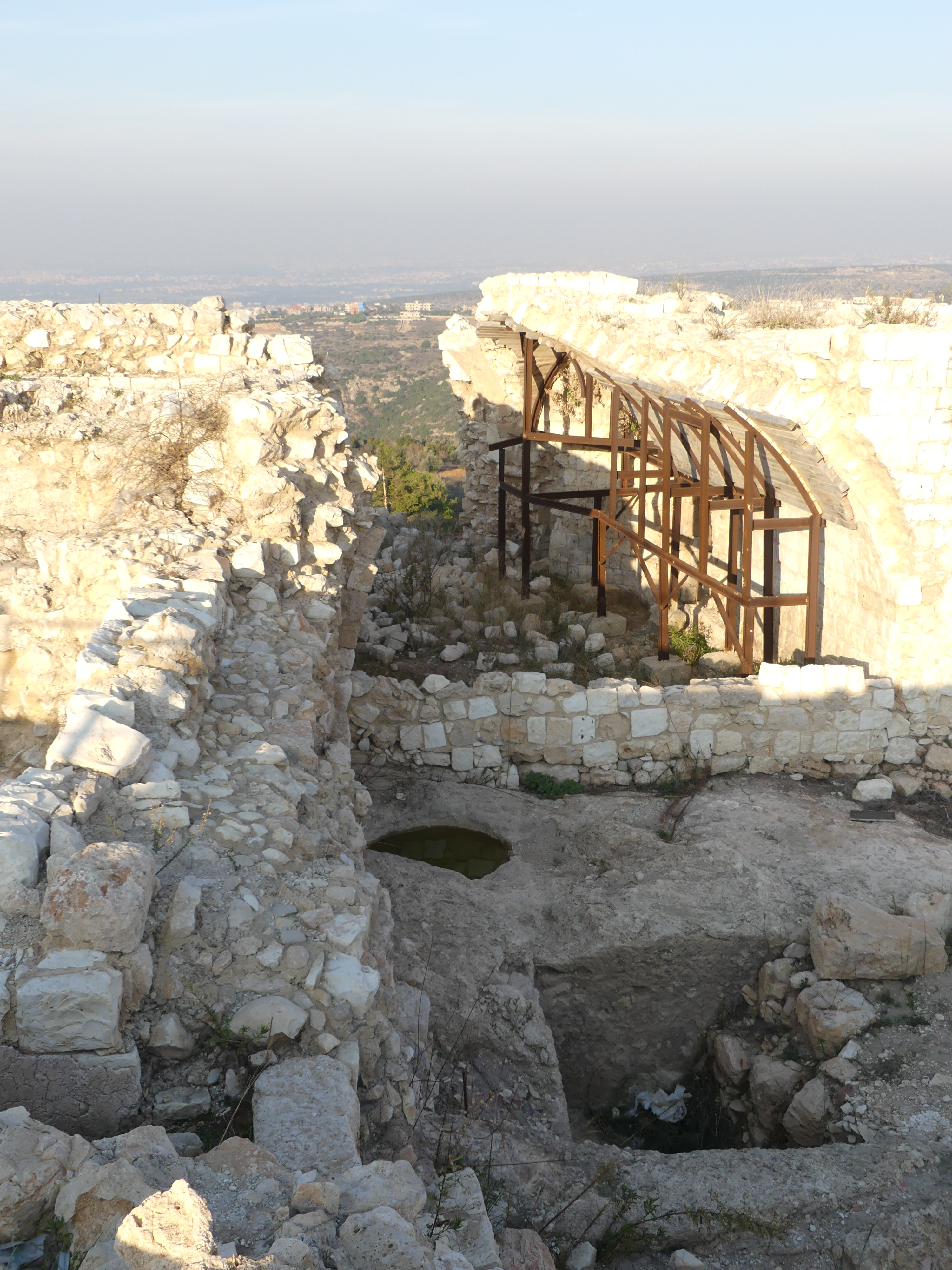
آثار في باحة القلعة من الناحية الشمالية الشرقية
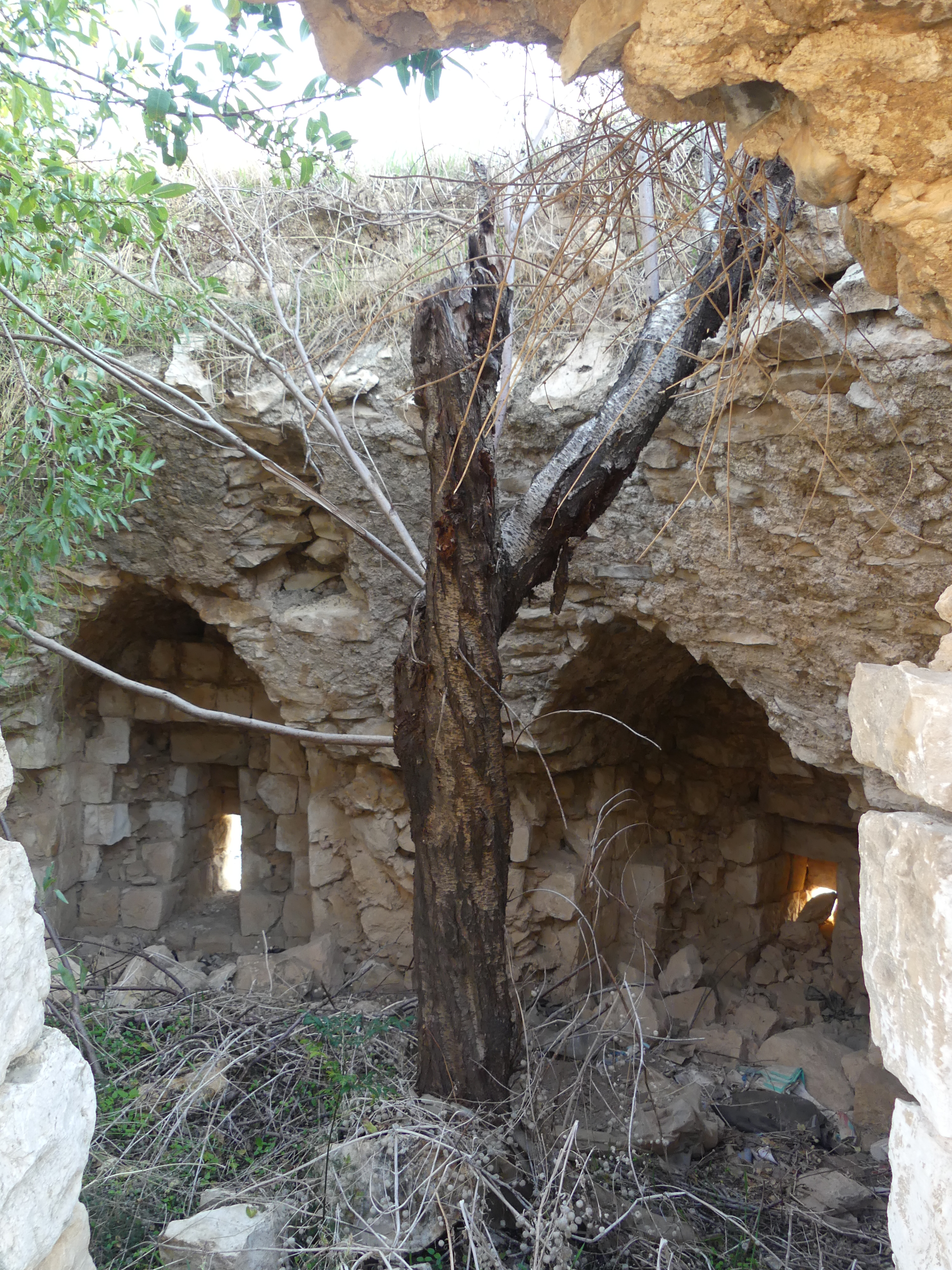
آثار في البرج الجنوبي الشرقي
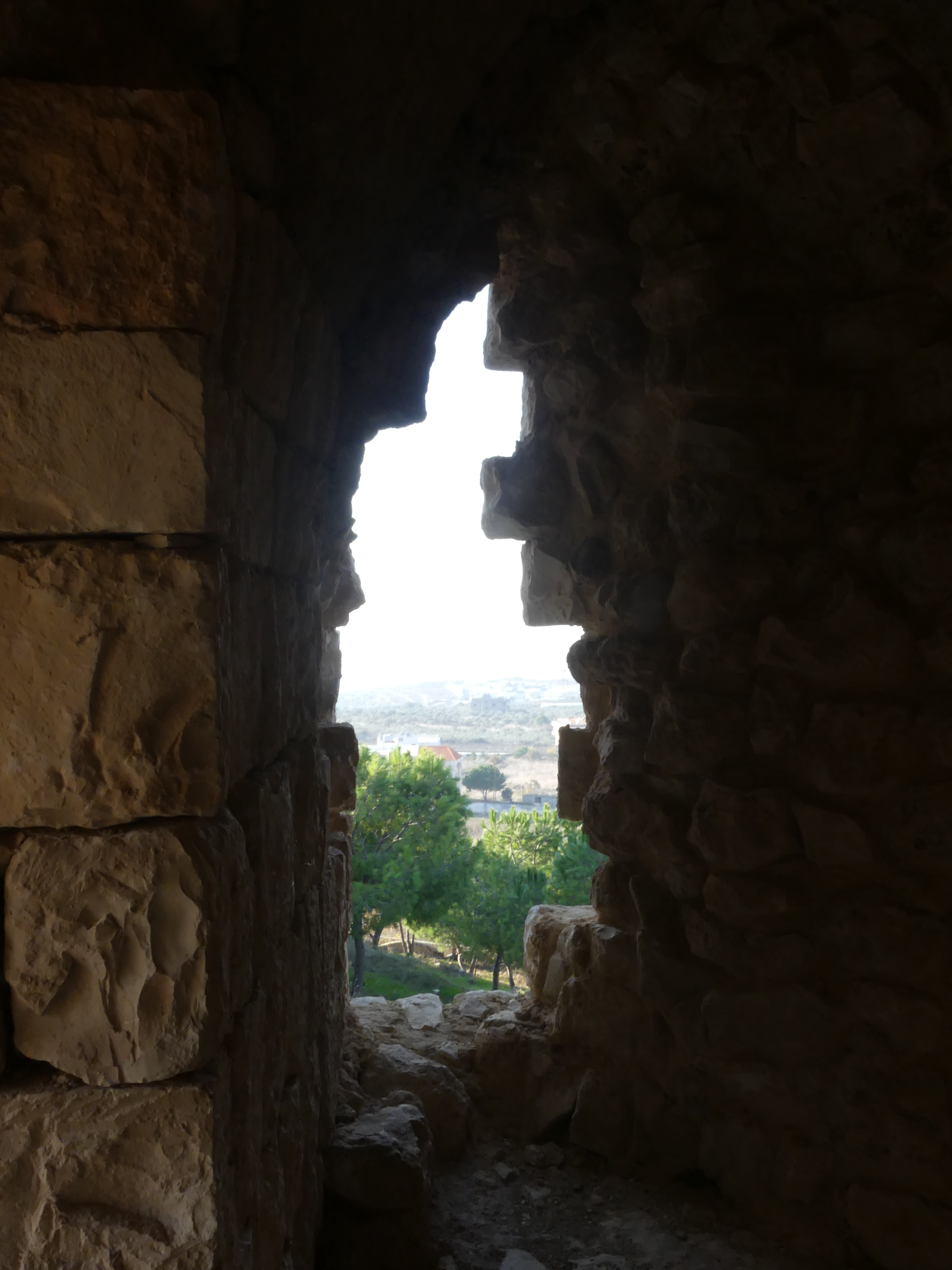
فتحة في البرج الشمالي الغربي